# 奧斯卡金像獎特殊記錄
这份奥斯卡金像奖记录清单是截至2024年3月10日举行的第96届奥斯卡金像奖颁奖典礼的最新记录 。

## 最多獲獎或入圍
- 單一部电影最多获奖
  - 三部电影获得了11项大獎： 
    - 《賓漢》(1959)—在15項可提名項目中獲提名12項
    - 《鐵達尼號》(1997)—在17項可提名項目中獲提名14項
    - 《魔戒三部曲：王者再臨》(2003)—在17項可提名項目中獲提名11項
- 單一部电影获得最多提名
  - 三部电影获得了14项提名： 
    - 《彗星美人》(1950)—可供提名的16个类别；並赢得6个奖项
    - 《鐵達尼號》(1997)—可供提名的17个类别；赢得11个奖项
    - 《樂來越愛你》(2016)—可供提名的17个类别；赢得6个奖项
- 最多領域獲獎（在每个提名类别中均获奖）
  - 2003年《魔戒三部曲：王者再臨》赢得了提名的所有11个类别：最佳图片，导演，改编剧本，原创配乐，原创歌曲，混音，艺术指导，化妆，服装设计，电影编辑和视觉效果
- 獲頒最多奖项的男性
  - 華特·迪士尼—22座
- 獲頒最多奖项的女性
  - 伊蒂絲·海德（英语：Edith Head）—8座，皆為服装设计獎項
- 入圍次數最多的男性
  - 華特·迪士尼—59次
  - 約翰·威廉斯是目前在世入圍次數最多的男性—54次
- 入圍次數最多的女性
  - 伊蒂絲·海德（英语：Edith Head）—35次，皆為服装设计獎項
  - 梅麗·史翠普是目前在世入圍次數最多的女性—21次
- 單屆最多入圍/單屆最多奖项
  - 1954年（第26屆），華特·迪士尼赢得了6项入圍中的4個獎項，两项均创纪录。當年他获得了最佳纪录片奖（《沙漠奇观》）、最佳纪录短片（《阿拉斯加的爱斯基摩人（英语：The Alaskan Eskimo）》）、最佳卡通短片（《嘟嘟，嘘嘘，砰砰和咚咚（英语：Toot, Whistle, Plunk and Boom）》）和最佳雙軸短片（《熊之国（英语：Bear Country (film)）》）。 他还获得了另外两项提名：最佳卡通短片（《坚毅的熊（英语：Rugged Bear）》）和最佳雙軸短片（《本和我（英语：Ben and Me）》）
  - 2025年（第97屆）西恩·貝克以《阿诺拉》獲頒最佳影片、最佳導演、最佳原著劇本、最佳剪輯等4個獎項
- 至今仍在世的最多次獲獎者
  - 作曲家亚伦·孟肯獲頒8项競賽獎項
  - 视觉特效專家丹尼斯·慕倫（英语：Dennis Muren）獲頒9项奥斯卡金像奖，包括6项竞賽奖项，2项特殊成就奖和1项技术成就奖
  - 米莱娜·坎农诺和柯琳·艾特伍是至今仍在世最多次獲獎的女性（皆為4次）
- 演技
  - 凯瑟琳·赫本—4座，皆為女主角奖
- 导演
  - 约翰·福特—4座
- 編劇
  - 伍迪·艾倫—3座，皆為原創劇本獎
  - 查尔斯·布拉克特（英语：Charles Brackett）—3座，2次原創劇本獎及1次改編劇本獎
  - 帕迪·查耶夫斯基—3座，2次原創劇本獎及1次改編劇本獎
  - 法蘭西斯·柯波拉—3座，2次原創劇本獎及1次改編劇本獎
  - 比利·懷德—3座，2次原創劇本獎及1次改編劇本獎
- 剪輯
  - 迈克尔·卡恩（英语：Michael Kahn (film editor)）—3座
  - 塞尔玛·斯昆梅克（英语：Thelma Schoonmaker）—3座
  - 丹尼尔·曼德尔（英语：Daniel Mandell）—3座
  - 拉爾弗·道森（英语：Ralph Dawson）—3座
- 摄影
  - 约瑟夫·卢特伯格（英语：Joseph Ruttenberg）—4座
  - 里昂·肖洛伊（英语：Leon Shamroy）—4座
- 配乐与歌曲
  - 艾佛瑞·纽曼—9座，均為配樂獎項。他的职业生涯中曾获得45次提名。 [1]
  - 亚伦·孟肯—4座配樂獎項及4座歌曲類作曲獎項
  - 約翰·威廉斯—5座配樂獎項
  - 萨米·卡恩（英语：Sammy Cahn）—4座歌曲類作詞獎項
  - 强尼·莫瑟—4座歌曲類作詞獎項
  - 吉米·范·休森（英语：Jimmy Van Heusen）—4座歌曲類作曲獎項
- 艺术指導
  - 塞德里克·吉本森—在39次提名中獲獎11次(他同時也是奥斯卡金像奖的设计者)。[2]

- 服装设计
  - 伊蒂絲·海德（英语：Edith Head）—8座
- 化妆
  - 里克·贝克—7座
- 视觉效果
  - 丹尼斯·慕倫（英语：Dennis Muren）—8座
- 特殊效果（僅頒發到1962年）
  - A.阿諾德‧吉萊斯皮（英语：A. Arnold Gillespie）—3座
- 以动画长片最多獲獎者
  - 皮特·多克特—3座
- 以动画长片最多入圍者
  - 皮特·多克特（3次獲獎）、宫崎骏（2次獲獎）、克里斯·桑德斯（0次獲獎）—4次
- 最佳外语片奖最多的國家
  - 意大利—14座
- 最佳外语片入圍最多次的國家
  - 法國—42次（獲頒12次）
- 最佳外语片入圍最多次但卻未获奖的國家
  - 以色列—10次
- 获奖最多的非英語影片
  - 共有四部外语片曾於當屆获得4座獎項：
    - 《芬妮和亚历山大》(1982)—最佳外语片、最佳艺术指导、最佳摄影和最佳服装设计
    - 《卧虎藏龙》(2000)—最佳外语片、最佳艺术指导、最佳摄影和最佳原创音乐奖
    - 《寄生上流》(2019)—最佳国际影片、最佳影片、最佳导演和最佳原创剧本奖
    - 《西線無戰事》(2022)—最佳国际影片、最佳攝影、最佳美術設計和最佳原創配樂
- 入圍最多的非英語影片（*表獲獎）
  - 《璀璨女人夢》(2025)：入圍最佳影片、最佳导演、最佳女主角、最佳女配角（*）、最佳改編剧本、最佳國際影片、最佳原創音樂、最佳原创歌曲（兩首）（*）、最佳音效、最佳攝影、最佳化妝與髮型設計、最佳剪輯等13項

## 首次導演或演出便獲獎
以下演員為因其处女作的演出而获奖：
- 最佳男主角
  - 至今尚無
- 最佳女主角
  - 雪莉·布思 （《蘭閨春怨（英语：Come Back, Little Sheba (1952 film)）》，1952）
  - 朱莉·安德鲁斯 （《歡樂滿人間》，1964）
  - 芭芭拉·史翠珊（《妙女郎（英语：Funny Girl (film)）》，1968）
  - 瑪麗·麥特琳 （《悲憐上帝的女兒》，1986）
- 最佳男配角
  - 哈罗德·拉塞尔（《黃金時代》，1946）
  - 提摩西·荷頓（《凡夫俗子》，1980）
  - 吳漢潤 （《前進高棉》，1984）
- 最佳女配角
  - 蓋兒·桑德嘉（《風流世家》，1936）
  - 卡汀娜·帕辛歐 （《戰地钟声》，1943）
  - 梅賽德絲·麥坎布雷奇 （《当代奸雄》, 1949）
  - 伊娃·瑪莉·桑特 （《岸上風雲》，1954）
  - 乔·文·弗利特 （《天倫夢覺（英语：East of Eden (film)）》，1955）
  - 塔特姆·奥尼尔 （《纸月亮》，1973）
  - 安娜·帕奎因 （《鋼琴師和他的情人》, 1993）
  - 珍妮佛·哈德遜（《夢幻女郎》, 2006）
  - 露琵塔·尼詠歐（《自由之心》, 2013） [3] [4] [5]
- 荣誉奖
  - 哈罗德·拉塞尔 （《黃金時代》，1946）
- 青少年奖
  - 克勞德·賈曼（英语：Claude Jarman Jr.） （《鹿苑长春（英语：The Yearling (1946 film)）》，1946）
  - 文森特·溫特（英语：Vincent Winter） （《小拐骗者（英语：The Kidnappers）》, 1954） [6] [4] [7]

以下導演為因其处女作的導演而获奖：
- 最佳导演
  - 德爾伯特·曼 （《君子好逑》, 1955）
  - 杰罗姆·罗宾斯 （《西城故事》，1961）
  - 勞勃·瑞福 （《凡夫俗子》，1980）
  - 詹姆斯·L·布鲁克斯 （《親密關係》，1983）
  - 凯文·科斯特纳 （《與狼共舞》，1990）
  - 山姆·曼德斯 （《美國心玫瑰情》, 1999） [6] [4] [8]

## 五大獎得主
三部电影获得了奥斯卡五项大奖：最佳影片、导演、男主角、女主角和剧本（包含原创或改编；然而，以下电影都是獲頒最佳改编剧本奖）   
- 《一夜風流》(1934)
- 《飛越瘋人院》(1975)
- 《沉默的羔羊》(1991)

## 最多连续获奖
- 不限獎項
  - 華特·迪士尼 在1932年到1939年連續8年獲頒了10座獎項，包括8座最佳卡通短片獎和2座榮譽獎（分別以米老鼠創造者和《白雪公主》一片）
- 最佳影片
  - 大卫·O·塞尔兹尼克曾以監製《乱世佳人》(1939)及《蝴蝶梦》(1940)連續兩年獲獎；但當年獎座是頒發給片廠而非他本人
- 最佳導演
  - 三位導演曾經連續兩年獲獎（而在其執導的兩部影片中，其中一部也獲頒最佳影片）[12]
    - 约翰·福特—《怒火之花》(1940) 和 《翡翠谷》(1941)
    - 约瑟夫·曼凯维奇—《三妻豔史》(1949) 和 《彗星美人》(1950)
    - 阿利安卓·崗札雷·伊納利圖—《鳥人》(2014) 和 《神鬼獵人》(2015)
- 最佳男主角
  - 兩位男演員曾經連續兩年獲獎[13]
    - 史賓塞·屈賽—《怒海餘生（英语：Captains Courageous (1937 film)）》(1937) 和 《孤兒樂園（英语：Boys Town (film)）》(1938)
    - 汤姆·汉克斯—《費城》(1993) 和 《阿甘正傳》(1994)
- 最佳女主角
  - 兩位女演員曾經連續兩年獲獎[14]
    - 露薏絲·蕾娜—《歌舞大王齊格飛》(1936) 和 《大地》(1937)
    - 凯瑟琳·赫本—《誰來晚餐》(1967) 和 《冬獅》(1968)
- 最佳男配角
  - 贾森·罗巴兹 曾經連續兩年獲獎：[15] 《驚天大陰謀》(1976) 和 《茱莉亞》(1977)[16]
- 最佳女配角
  - 至今尚未出現連續獲獎者
- 最佳改編劇本
  - 兩位編劇曾經連續兩年獲獎
    - 约瑟夫·曼凯维奇—《三妻豔史》(1949) 和 《彗星美人》(1950)
    - 羅伯特·鮑特（英语：Robert Bolt）—《濟瓦格醫生》(1965) 和 《良相佐國》(1966)
- 最佳原著劇本
  - 至今尚未出現連續獲獎者
- 最佳藝術指導
  - 湯瑪斯·雷托（英语：湯瑪斯·雷托）曾連續4屆獲頒最佳藝術指導獎，分別為《翡翠谷》(1941)、《高於一切（英语：This Above All (film)）》(1942)、《聖女之歌》(1943)（以上三部皆為最佳黑白片藝術指導）以及《威爾遜總統傳（英语：Wilson (1944 film)）》(1944)（最佳彩色片藝術指導）
- 最佳攝影
  - 艾曼纽尔·卢贝兹基曾連續3屆獲頒最佳攝影獎，分別為《地心引力》(2013)、《鳥人》(2014) 和 《神鬼獵人》(2015)
- 最佳服裝設計
  - 伊迪丝·海德曾連續3屆獲頒最佳服裝設計，分別為《千金小姐（英语：The Heiress）》(1949)、《彗星美人》(1950)以及《郎心如鐵（英语：A Place in the Sun (1951 film)）》(1951)（以上三部皆為最佳黑白片服裝設計），此外她也於1950年以《霸王妖姬（英语：Samson and Delilah (1949 film)）》獲頒最佳彩色片服裝設計
- 最佳影片剪輯
  - 安格斯·瓦爾（英语：Angus Wall） 和 柯克·巴克斯特（英语：Kirk Baxter）曾連續2屆獲頒最佳影剪輯，分別為《社群網戰》(2010) 和 《龍紋身的女孩》(2011)
- 最佳原創配樂
  - 羅傑·伊甸斯（英语：Roger Edens）曾連續3屆獲頒最佳原創配樂，分別為《萬花錦繡》(1948)、《锦城春色》(1949)及《飛燕金槍（英语：Annie Get Your Gun (film)）》 (1950)（以上皆為歌舞片最佳原創配樂）
  - 艾佛瑞·纽曼曾連續2屆獲頒最佳歌舞片配樂，分別為《情淚心聲（英语：With a Song in My Heart (film)）》(1952) 和 《风流贵妇（英语：Call Me Madam (film)）》(1953)
  - 亚伦·孟肯曾連續2屆獲頒最佳原創配樂，分別為《美女与野兽》(1991) 和 《阿拉丁》(1992)
  - 古斯塔沃·桑塔歐拉拉曾連續2屆獲頒最佳原創配樂，分別為《斷背山》(2005) 和 《火線交錯》(2006)
- 最佳原創歌曲
  - 三位詞曲創作者曾連續2屆獲頒最佳原創歌曲
    - 亨利·曼西尼 (作曲) 和 強尼·莫瑟(作詞)曾共同獲頒此獎，分別為《第凡內早餐》(1961)主題曲「月河」, 以及《相見時難別亦難（英语：Days of Wine and Roses (film)）》(1962)主題曲「Days of Wine and Roses」
    - 亚伦·孟肯 (作曲)曾連續2屆獲頒此獎，分別為《美女与野兽》(1991) 主題曲「Beauty and the Beast」(作詞為霍華德·愛許曼（英语：Howard Ashman）) ，以及《阿拉丁》(1992)主題曲「A Whole New World」(作詞為蒂姆·赖斯)
- 最佳錄音/音效獎
  - 托馬斯·莫爾頓曾連續3屆獲頒此獎，分別為《蛇穴》(1948)、《晴空血战史》(1949)和《彗星美人》(1950)
- 最佳視覺效果
  - 葛倫·羅賓遜（英语：Glen Robinson (visual effects)）曾連續4次獲頒此獎，分別為《大地震》(1974)、《兴登堡遇难记（英语：The Hindenburg (film)）》(1975)、《金刚》(1976)及《攔截時空禁區》(1976)，但皆以奧斯卡特別成就獎方式頒授，非競賽類獎項
  - 丹尼斯·慕倫（英语：Dennis Muren）曾連續3次獲頒此獎，分別為《E.T.外星人》(1982)、《星際大戰六部曲：絕地大反攻》(1983)及《魔宮傳奇》(1984)
  - 吉姆·萊吉 和 蘭戴·威廉·庫克（英语：Randall William Cook）曾連續3屆獲頒此獎，分別為《魔戒首部曲：魔戒現身》(2001)、《魔戒二部曲：雙城奇謀》(2002), 以及《魔戒：王者歸來》(2003)
- 最佳紀錄片
  - 華特·迪士尼曾連續2屆獲頒此獎，分別為《沙漠奇觀》(1953) 和 《消失的草原（英语：The Vanishing Prairie）》(1954)
- 最佳卡通短片
  - 華特·迪士尼曾連續8屆以此獎項代表獲獎，包括：《花與樹（英语：Flowers and Trees）》(1931/32)、《三隻小豬（英语：Three Little Pigs (film)）》(1932/33)、《龜兔賽跑（英语：The Tortoise and the Hare (film)）》(1934)、《三隻流浪貓（英语：Three Orphan Kittens）》(1935)、《鄉下來的表弟（英语：The Country Cousin）》(1936)、《老磨坊（英语：The Old Mill）》(1937)、《萌牛費迪南（英语：Ferdinand the Bull (film)）》(1938)以及《醜小鴨（英语：The Ugly Duckling (1939 film)）》(1939)
- 最佳雙軸短片
  - 華特·迪士尼曾連續4屆以此獎項代表獲獎，包括：《海狸谷（英语：In Beaver Valley）》(1950)、《自然盛宴（英语：Nature's Half Acre）》(1951)、《水鳥（英语：Water Birds）》(1952)以及《熊之國（英语：Bear Country (film)）》(1953)

## 奧斯卡獎的各種第一
- 第一部獲獎的最佳影片
  - 《鐵翼雄風》 (1927)
- 第一部獲獎的有聲影片
  - 《紅伶秘史》 (1929)
- 第一部獲獎的彩色影片
  - 《亂世佳人》 (1939)
- 第一組共同獲頒最佳導演者
  - 勞勃·懷斯、傑洛姆·羅賓斯—《西城故事》 (1961)
- 第一位出生於20世紀的入圍暨獲獎者
  - 珍妮·蓋諾 (1906年出生)—最佳女主角, 《第七天堂》,《马路天使》及《日出》 (1928)
- 第一位出生於21世紀的獲獎者
  - 比莉·艾利什 (2001年出生)—最佳原創歌曲，《007：生死交戰》插曲「生死交戰」 (2021)
- 第一位出生於21世紀的入圍者
  - 葵雯贊妮·華莉絲 (2003年出生)—最佳女主角提名，《南方野獸樂園》 (2012)
- 第一位(組)獲頒最佳影片的亞洲(但並非高加索人种)人士
  - 奉俊昊 及 韓進元 (皆為大韓民國) ,《寄生上流》 (2019)
- 第一位入圍最佳影片的亞洲(但並非高加索人种)人士
  - 伊斯梅尔·莫香特 (印度)—《窗外有藍天》 (1986)
- 第一位獲頒最佳導演的亞洲(但並非高加索人种)人士
  - 李安 (台灣)—《斷背山》 (2005)
- 第一位入圍最佳導演的亞洲(但並非高加索人种)人士
  - 敕使河原宏 (日本)—《砂之女》 (1965)
- 第一位獲頒榮譽獎的亞洲(但並非高加索人种)人士
  - 黑澤明 (日本) 於1989年獲頒榮譽獎
- 第一位獲頒榮譽獎的黑人(但並非高加索人种)
  - 詹姆斯·巴斯克特 於1947年獲頒榮譽獎
- 第一位獲頒最佳影片的黑人
  - 史蒂夫·麦奎因—《自由之心》 (2013)
- 第一位入圍最佳影片的黑人
  - 昆西·琼斯—《紫色姐妹花》 (1985)
- 第一位入圍最佳導演的黑人
  - 約翰·辛格頓（英语：John Singleton）—《街區男孩（英语：Boyz n the Hood）》 (1991)
- 第一組入圍奧斯卡的黑人兄弟
  - 肯尼·盧卡斯和凱斯·盧卡斯（英语：Kenny and Keith Lucas）—以《猶大與黑色彌賽亞》入圍最佳原創劇本 (1991)
- 第一位入圍奧斯卡的美國原住民
  - 莉莉·格萊斯頓—以《花月殺手》入圍最佳女主角 (2023)
- 第一位入圍且獲頒最佳影片的女性
  - 茱莉亞·菲利浦斯（英语：Julia Phillips）—《刺激》 (1973)
- 第一位入圍最佳紀錄片的女性
  - 珍妮絲·勒布（英语：Janice Loeb）—《沉默的人（英语：The Quiet One (film)）》的製片 (1948)
- 第一位獲頒最佳紀錄片的女性
  - 南希·漢密爾頓—《海倫·凱勒的故事（英语：Helen Keller in Her Story）》的製片兼導演 (1955)
- 第一位獲頒最佳導演的女性
  - 凯瑟琳·毕格罗—《危機倒數》 (2009)
- 第一位入圍且得獎的非白人女性導演
  - 趙婷—《游牧人生》 (2020)
- 第一位入圍最佳導演的女性
  - 里娜·韋特繆勒—《七美人（英语：Seven Beauties）》 (1976)
- 第一位入圍二次最佳導演的女性
  - 珍·康萍—《鋼琴師和她的情人》 (1993) 和 《犬山記》
- 第一位獲頒最佳動畫片的女性
  - 布蘭達·查普曼—《勇敢傳說》 (2012)
- 第一位入圍最佳動畫片的女性
  - 瑪嘉·莎塔碧—《茉莉人生》 (2007)
- 第一位獲頒最佳原創配樂的女性
  - 瑞秋·波特曼（英语：Rachel Portman）—《艾瑪姑娘要出嫁（英语：Emma (1996 theatrical film)）》 (1996)
- 第一位入圍最佳攝影的女性
  - 蕾切爾·莫里森（英语：Rachel Morrison）—《泥沼》 (2017)
- 各項榮譽獎獲獎的第一位女性
  - 秀兰·邓波儿—於1934年獲頒青少年獎(時年6歲)
  - 葛丽泰·嘉宝—於1954獲頒榮譽獎
  - 瑪莎·蕾耶（英语：Martha Raye）—於1969年獲頒珍·赫蕭特人道精神獎
  - 凱·蘿絲（英语：Kay Rose）—於1985年獲頒特別成就獎
  - 凱斯琳·甘迺迪—於2018年獲頒歐文·G·托爾伯格紀念獎
- 首度獲頒最佳影片的各類型電影
  - 劇情：《大飯店》 (1932)
  - 喜劇：《一夜風流》 (1934)
  - 戰爭/史詩：《鐵翼雄風》 (1927)
  - 傳記：《歌舞大王齊格飛》 (1936)
  - 歷史：《叛艦喋血記》 (1935)
  - 冒險：《戲王之王》 (1952)
  - 音樂/歌舞：《紅伶秘史》 (1929)
  - 犯罪/推理：《惡夜追緝令》 (1967)
  - 恐怖：《沉默的羔羊》 (1991)
  - 奇幻：《魔戒三部曲：王者再臨》 (2003)
  - 西部：《壯志千秋》 (1931)
  - 科幻：《水底情深》 (2017)
  - 愛情：《乱世佳人》 (1939)
  - 運動：《洛基》 (1939)
  - 災難：《鐵達尼號》 (1939)
  - 懸疑/驚悚：《蝴蝶梦》 (1940)
  - LGBTQ+：《月光下的藍色男孩》 (1940)
- 第一部入圍最佳影片的奇幻電影
  - 《仲夏夜之夢》 (1935)
- 第一部獲頒最佳影片的非英語電影
  - 《寄生上流》, (大韓民國) (2019)
- 第一部入圍最佳影片的非英語電影
  - 《大幻影》, (法國) (1937)
- 第一部入圍最佳影片的恐怖電影
  - 《大法師》 (1973)
- 第一部入圍最佳影片的科幻電影
  - 《發條橘子》 (1971)
- 第一部入圍最佳影片的超級英雄電影
  - 《黑豹》 (2018)
- 第一部入圍且獲頒最佳影片的限制級電影
  - 《午夜牛郎》 (1969)
- 第一部全片完全沒有白人演員的最佳影片[17]
  - 《貧民百萬富翁》 (2008)
- 第一部全片皆為黑人演員的最佳影片
  - 《月光下的藍色男孩》 (2016)
- 第一部於串流平臺發行並入圍最佳影片
  - 《海邊的曼徹斯特》 (2016)，於亞馬遜工作室串流平台上线
- 第一部於串流平臺發行並獲頒最佳影片
  - 《樂動心旋律》 (2021)，於Apple TV+串流平台上线
- 第一部入圍最佳影片的3-D電影
  - 《阿凡達》 和 《天外奇蹟》 (皆為2009)
- 第一部入圍最佳影片的動畫電影
  - 《美女与野兽》 (1991)
- 第一部列名 全球最高電影票房 且入圍並獲獎的最佳影片
  - 《亂世佳人》 (1939)
- 第一部列名全球最高電影票房但並未入圍最佳影片
  - 《侏羅紀公園》 (1994)
- 第一部列名全球最高電影票房但並未獲頒任何奧斯卡獎的電影
  - 《復仇者聯盟：終局之戰》 (2019)
- 第一部於當年入圍最多獎項但卻未入圍最佳影片的電影
  - 《夢幻女郎》，入圍8項 (2006)
- 入圍各獎項的第一部成人動畫電影
  - 《佳麗村三姊妹》—首部入圍最佳動畫片和最佳原創歌曲的PG-13級電影 (2003)
  - 《犬之島》—首部入圍最佳原創配樂的PG-13級電影 (2018)
  - 《漂浪人生》—首部入圍最佳紀錄片、最佳國際電影的PG-13級電影 (代表國為丹麥) (2021)
  - 《南方公园剧场版》—首部入圍最佳原創歌曲的R級電影 (1999)
  - 《和巴什尔跳华尔兹》—首部入圍最佳外語電影的R級電影 (代表國為以色列) (2008)
  - 《安諾瑪麗莎》—首部入圍最佳動畫片的R級電影 (2015)
- 第一部入圍兩項以上的成人動畫電影
  - 《漂浪人生》—三項，包括最佳紀錄片、最佳國際電影、最佳動畫片 (2021)
- 第一部入圍最佳劇本獎的動畫電影
  - 《玩具总动员》 (1995)
- 第一部入圍最佳改編劇本且獲頒最佳動畫的電影
  - 《史瑞克》 (2001)
- 第一部獲頒兩座音樂類獎項的動畫電影
  - 《木偶奇遇记》—最佳原創配樂及最佳電影歌曲 (1940)
- 第一部獲頒技術類獎項的動畫電影
  - 《超人特攻隊》—最佳音效剪輯獎 (2004)
- 第一部入圍技術類獎項的動畫電影
  - 《聖誕夜驚魂》—最佳視覺效果獎 (1993)
- 第一部贏得最佳動畫片的非電腦動畫電影
  - 《神隱少女》—首部且唯一一部非英語(日語)且為手繪的動畫電影 (2002)
  - 《酷狗寶貝之魔兔詛咒》—首部英語系定格動畫電影 (2005)
- 第一部入圍最佳紀錄片的動畫電影
  - 《漂浪人生》 (2021)
- 第一位入圍十次演技獎項的女演員
  - 贝蒂·戴维斯—以1962年《兰闺惊变》第十次入圍最佳女主角獎
- 第一位入圍十次演技獎項的男演員
  - 劳伦斯·奥利维尔—以1978年《巴西來的男孩（英语：The Boys from Brazil (film)）》第十次入圍演技類獎項(含最佳男主角及最佳男配角)
- 第一位入圍二十次演技獎項的女演員
  - 梅麗·史翠普—以2016年《走音天后》第二十次入圍演技類獎項(含最佳女主角及最女配角)
- 第一部獲頒奧斯卡獎和金酸莓獎的影片
  - 《華爾街》 (1987)—麥克·道格拉斯獲頒奧斯卡最佳男主角，黛瑞·漢娜獲頒金酸莓最差女配角
- 第一位同時入圍奧斯卡獎和金酸莓獎的男演員
  - 詹姆斯·柯可（英语：James Coco）—以1981年《酸甜苦辣母女会（英语：Only When I Laugh (film)）》入圍奧斯卡最佳男配角和金酸莓最差男配角
- 第一位同時入圍奧斯卡獎和金酸莓獎的女演員
  - 艾米·歐文（英语：Amy Irving）—以1983年《楊朵（英语：Yentl (film)）》入圍奧斯卡最佳女配角和金酸莓最差女配角
- 第一位於同屆入圍配角獎及音樂類獎項者
  - 玛丽·布莱姬—以2017年《泥沼》入圍最佳女配角及最佳原創歌曲 (「浩瀚之河」)
- 第一位自導自演並獲得演技獎項者
  - 劳伦斯·奥利维尔—以1948年《王子復仇記》獲頒最佳男主角，該片由他製作、編劇、導演
- 第一位於同屆入圍主角獎及音樂類獎項者
  - 女神卡卡—以2018年《一個巨星的誕生》入圍最佳女主角及最佳原創歌曲 (「擱淺帶」)
- 第一位於過世後獲頒演技獎的演員
  - 彼得·芬奇—以1976年《螢光幕後》獲頒最佳男主角
- 第一位於過世後入圍演技獎的女演員
  - 珍妮·伊格絲（英语：Jeanne Eagels）—以1929年《香箋淚（英语：The Letter (1929 film)）》入圍最佳女主角
- 第一位於過世後入圍演技獎的男演員
  - 詹姆斯·狄恩—以1955年《天倫夢覺（英语：East of Eden (film)）》入圍最佳男主角
- 第一位於過世後入圍演技獎的黑人演員
  - 查德維克·博斯曼—以2020年《蓝调天后》入圍最佳男主角
- 第一位以手語做為表演且獲獎的演員
  - 珍·惠曼—以1948年《心聲淚影（英语：Johnny Belinda (1948 film)）》獲頒最佳女主角
- 第一位以非英語表演獲獎的演員
  - 索非娅·罗兰—以1961年《烽火母女淚（英语：Two Women）》獲頒最佳女主角(意大利語)
- 第一位以非英語表演入圍的女演員
  - 梅利娜·迈尔库里—以1960年《痴漢艷娃（英语：Never on Sunday）》入圍最佳女主角(希臘語)
- 第一位以非英語表演且獲獎的男演員
  - 勞勃·狄尼洛—以1974年《教父第二集》獲頒最佳男配角(意大利语)
- 第一位以非英語表演入圍的男演員
  - 馬切洛·馬斯楚安尼—以1962年《義大利式離婚（英语：Divorce Italian Style）》入圍最佳男主角(意大利语)
- 第一位以3-D電影入圍的女演員
  - 珊卓·布拉克—以2013年《地心引力》入圍最佳女主角
- 第一位以3-D電影入圍的男演員
  - 马特·戴蒙—以2015年《絕地救援》入圍最佳男主角
- 第一位獲頒演技獎的非洲演員
  - 查理兹·塞隆（南非）—以2003年《女魔頭》獲頒最佳女主角
- 第一位入圍演技獎的非洲演員
  - 貝錫·羅斯本（南非）—以1936年《羅密歐與茱麗葉（英语：Romeo and Juliet (1936 film)）》入圍最佳男配角
- 第一位獲頒演技獎的亞洲演員
  - 梅木三吉（日本）—以1957年《櫻花戀》獲頒最佳男配角
- 第一位獲頒演技獎的馬來西亞演員
  - 楊紫瓊 (馬來西亞)—以2022年《媽的多重宇宙》獲頒最佳女主角
- 第一位獲頒演技獎的北歐演員
  - 英格丽·褒曼（瑞典）—以1944年《煤气灯下》獲頒最佳女主角
- 第一位入圍演技獎的北歐女演員
  - 葛丽泰·嘉宝（瑞典）—以1944年《安娜·克里斯蒂（英语：Anna Christie (1930 English-language film)）》入圍最佳女主角
- 第一位入圍演技獎的北歐男演員
  - 麥斯·馮·西度（瑞典）—以1988年《比利小英雄》入圍最佳男主角
- 第一位入圍演技獎的東歐女演員
  - 玛丽亚·巴卡洛娃（保加利亞）—以2020年《芭樂特電影續集》入圍最佳女配角
- 第一位獲頒最佳男主角獎的澳洲演員
  - 彼得·芬奇—《螢光幕後》 (1976)
- 第一位獲頒最佳女主角獎的澳洲演員
  - 妮可·基嫚（出生於美國）—《时时刻刻》 (2002)
- 第一位獲頒最佳女主角獎的加拿大演員
  - 玛丽·毕克馥—《貴婦人》 (1928/29)
- 第一位獲頒演技獎項的加拿大男演員
  - 哈羅德·拉塞爾—以1946年《黄金时代》獲頒最佳男配角
- 第一位獲頒最佳男主角的法國演員
  - 让·杜雅尔丹—《大藝術家》 (2011)
- 第一位獲頒最佳女主角的法國演員
  - 克劳黛·考尔白—《一夜風流》 (1934)
- 第一位以法語演出並獲獎的法國演員
  - 瑪莉詠·柯蒂亞—《玫瑰人生》 (2007)。她同時也是至今(2021年)唯一一位。
- 第一位以法語演出並入圍的法國演員
  - 阿努克·艾梅—以1966年《一个男人和一个女人》入圍最佳最佳女主角
- 第一位獲頒最佳男主角的義大利演員
  - 羅貝托·貝尼尼—《美麗人生》 (1998)
- 第一位獲頒最佳女主角的義大利演員
  - 安娜·马尼亚尼—《玫瑰夢》 (1955)
- 第一位獲頒最佳男主角的德國演員
  - 埃米爾·傑寧斯（出生於瑞士）—《肉體之道（英语：The Way of All Flesh (1927 film)）》和《最后命令》 (1928)
- 第一位獲頒最佳女主角的德國演員
  - 露薏絲·蕾娜—《歌舞大王齊格飛》 (1937)
- 第一位獲頒最佳男主角的拉丁美洲演員
  - 何塞·费勒（出生於波多黎各）—《風流劍俠（英语：Cyrano de Bergerac (1950 film)）》 (1950)
- 第一位獲獎的拉丁美洲女性演員
  - 麗塔·莫瑞諾（出生於波多黎各）—以1961年《西城故事》獲頒最佳女配角
- 第一位獲獎的韓國女性演員
  - 尹汝貞—以2020年《夢想之地》獲頒最佳女配角
- 第一位獲頒最佳女主角的的亞裔女演員
  - 楊紫瓊—《媽的多重宇宙》 (2022)
- 第一位獲頒最佳女主角的的華人女演員
  - 楊紫瓊—《媽的多重宇宙》 (2022)
- 第一位獲獎的男性西班牙演員
  - 哈維爾·巴登—以2007年《險路勿近》獲頒最佳男配角
- 第一位獲獎的女性西班牙演員
  - 佩内洛普·克鲁兹—以2008年《情遇巴塞隆納》獲頒最佳女配角
- 第一位獲獎的俄羅斯血統男演員
  - 尤·伯連納—以1956年《國王與我》獲頒最佳男主角
- 第一位獲獎的俄羅斯血統女演員
  - 麗拉·柯卓娃—以1964年《希臘左巴（英语：Zorba the Greek (film)）》獲頒最佳女主角
- 第一位獲頒最佳導演的加拿大導演
  - 詹姆斯·卡梅隆—《鐵達尼號》 (1997)
- 第一位(組)獲頒音樂獎項的印度音樂家
  - A·R·拉赫曼及古勒扎爾（英语：Gulzar）—以2008年《貧民百萬富翁》插曲「Jai Ho」獲頒最佳原創歌曲
- 第一位入圍演技獎的中東/北非演員
  - 奧馬·沙里夫（出生於埃及）—以1962年《阿拉伯的劳伦斯》入圍最佳男配角
- 第一部獲頒最佳外語片的中東電影
  - 《分居風暴》(2011)，伊朗
- 第一位兩度以非英語片(但皆未入圍最佳外語片)入圍最佳女主角的非美國演員
  - 瑪莉詠·柯蒂亞（法国）—2007年《玫瑰人生》（入圍並獲獎）以及2014年《两天一夜》
- 第一位獲獎的黑人演員
  - 哈蒂·麦克丹尼尔—以1939年《乱世佳人》獲頒最佳女配角
- 第一位獲頒最佳男主角的黑人演員
  - 薛尼·鮑迪—《野百合》 (1963)
- 第一位獲頒最佳女主角的黑人演員
  - 荷莉·貝瑞—《擁抱豔陽天》 (2001)
- 第一位首次演出即獲獎的黑人女演員
  - 珍妮佛·哈德遜—以2006年《夢幻女郎》獲頒最佳女配角
- 首次有黑人男演員及黑人女演員同時獲頒演技獎
  - 第74届奥斯卡金像奖—丹泽尔·华盛顿以《震撼教育》獲頒最佳男主角;荷莉·貝瑞以《擁抱豔陽天》獲頒最佳女主角
- 第一位入圍演技獎的非洲黑人演員
  - 吉蒙·韓蘇（出生於貝南，現為美国及貝南雙重國籍）—以2003年《前進天堂（英语：In America (film)）》入圍最佳男配角
- 第一位同時以影片製作人及女主角身份獲獎者
  - 法蘭西絲·麥朵曼—以2020年《游牧人生》同時獲頒最佳女主角及最佳影片
- 第一位獲頒劇本獎的黑人劇作家
  - 杰弗里·弗莱彻—以2009年《珍愛人生》獲頒最佳改編劇本
- 第一位獲頒榮譽獎的非洲裔美國演員
  - 詹姆斯·巴斯克特—以1946年《南方之歌》雷姆斯大叔角色獲頒1948年榮譽獎
- 第一位獲頒最佳導演的拉丁美洲導演
  - 艾方索·柯朗（墨西哥）—《地心引力》 (2013)
- 第一位入圍最佳女主角的南美演員
  - 費爾蘭德·蒙特納哥（巴西）—《中央車站》 (1998)
- 第一位獲獎的穆斯林演員
  - 馬赫夏拉·阿里—以2016年《月光下的藍色男孩》獲頒最佳男配角
- 第一位入圍演技獎的童星演員[18]
  - 杰基·库珀（英语：Jackie Cooper）—以1931年《淘哥儿（英语：Skippy (film)）》入圍最佳男主角（時年9歲）
- 第一部獲頒最佳短片以外獎項的最佳短片
  - 《红气球》—獲頒最佳原創劇本 (1956)
- 第一位獲獎的專業運動員
  - 科比·布莱恩特—以2017年《親愛的籃球》獲頒最佳動畫短片
- 第一位獲獎的聽障女演員
  - 瑪麗·麥特琳—以1986年《悲憐上帝的女兒獲頒最佳女主角
- 第一位獲獎的聽障男演員
  - 特洛伊·科特蘇爾—以2021年《樂動心旋律獲頒最佳男配角
- 第一位獲獎的侏儒症演員
  - 琳达·亨特—以1982年《危險年代》獲頒最佳女配角
- 第一位入圍的侏儒症演員
  - 迈克尔·唐恩（英语：Michael Dunn (actor)）—以1965年《愚人船》入圍最佳男配角
- 第一位以性別反串角色獲獎的演員
  - 琳达·亨特—以1982年《危險年代》獲頒最佳女配角（於該片中扮演男性攝影師）
- 各項演技獎中第一位以飾演真實人物獲獎的演員
  - 最佳男主角：史賓塞·屈賽於1938年《孤兒樂園（英语：Boys Town (film)）》中飾演愛德華·J·弗拉納根（英语：Edward J. Flanagan）
  - 最佳女主角：西西·史派克於1980年《矿工的女儿（英语：Coal Miner's Daughter (film)）》中飾演羅莉·塔琳（英语：Loretta Lynn）
  - 最佳男配角：贾森·罗巴兹於1976年《大陰謀》中飾演本·布萊德利
  - 最佳女配角：帕蒂·杜克於1962年《海倫凱勒（英语：The Miracle Worker (1962 film)）》中飾演海倫·凱勒
    - 附註：瓊安·伍華德1957年於《三面夏娃》所飾演的女主角也是根據真實人物（克里斯·科斯納·西茲莫（英语：Chris Costner Sizemore）），但其身份直到1977年才被公開
- 第一首獲頒最佳原創歌曲的嘻哈饒舌歌曲
  - 「豁出去」（Lose Yourself ）—演唱者Eminem，搭配電影：《街頭痞子》(2002)
- 第一位菲律賓裔的獲獎者
  - H.E.R.（英语：H.E.R.）—以2021年《猶大與黑色彌賽亞》最佳原創歌曲獲獎
- 第一首獲頒最佳原創歌曲的印度歌曲
  - 「Naatu Naatu（英语：Naatu Naatu）」—搭配電影：《雙雄起義》（2022）

## 年齡相關記錄
- 最年輕的演技獎獲獎者
  - 塔特姆·奧尼爾—10歲（以1973年《紙月亮》獲頒最佳女配角）
- 最年輕的演技獎入圍者
  - 賈斯汀·亨利—8歲（以1979年《克拉瑪對克拉瑪》入圍最佳男配角）
- 最年輕的最佳女主角獲獎者
  - 瑪麗·瑪特琳—21歲（1986年《悲憐上帝的女兒》)
- 最年輕的最佳女主角入圍者
  - 葵雯贊妮·華莉絲—9歲 (2012年《南方野獸樂園》)[19][20]
- 最年輕的最佳男主角獲獎者
  - 安德林·布洛迪—29歲 (2002年《戰地琴人》)
- 最年輕的最佳男主角入圍者
  - 杰基·库珀（英语：Jackie Cooper）—9歲 (1931年《淘哥儿（英语：Skippy (film)）》)
- 最年輕的得獎者
  - 秀蘭·鄧波兒—6歲，於1934年獲頒奧斯卡青少年獎（非競爭獎項，現已停辦）
- 最年輕的最佳原創劇本獲獎者
  - 班·艾佛列克—25歲 (1997年《心靈捕手》)
- 最年輕的最佳改編劇本獲獎者
  - 查利·沃希特爾(Charlie Wachtel)—32歲 (2018年《黑色黨徒》)
- 最年輕的最佳導演獲獎者
  - 達米恩·查澤雷—32歲 (2016年《樂來越愛你》)
- 最年輕的最佳導演入圍者
  - 约翰·辛格顿（英语：John Singleton）—24歲 (1991年《街区男孩（英语：Boyz n the Hood）》)
- 最年長的最佳導演獲獎者
  - 克林·伊斯威特—74歲 (2004年《登峰造擊》)
- 最年長的最佳導演入圍者
  - 马丁·斯科塞斯—81歲 (2023年《花月殺手)
- 最年長的演技獎獲獎者
  - 安東尼·霍普金斯—83歲 (2020年《父亲》)
- 最年長的最佳女主角獲獎者
  - 潔西卡·坦迪—80歲 (1989年《溫馨接送情》)
- 最年長的最佳男主角獲獎者
  - 安東尼·霍普金斯—83歲 (2020年《父亲》)
- 最年長的演技獎入圍者
  - 克里斯多夫·柏麥—88歲 (2017年《金錢世界》)
- 最年長的男(女)主角入圍者
  - 埃瑪妞·麗娃—85歲 (2012年《愛‧慕》)[19][20]
- 最年長的競賽性獎項獲獎者
  - 詹姆士·艾佛利—89歲 (以2017年《以你的名字呼喚我》獲頒最佳服裝設計獎)
  - 安·羅斯（英语：Ann Roth）—89歲 (以2020年《藍調天后》獲頒最佳改編劇本)
- 最年長的競賽性獎項入圍者
  - 約翰·威廉斯—91歲 (以2023年《印第安納瓊斯：命運輪盤》入圍最佳原創配樂獎)
- 最早出生的獲獎者
  - 喬治·亞理斯—出生於1868年4月10日 (以1929年《英宮秘史（英语：Disraeli (1929 film)）》獲頒最佳男主角)
- 最早出生的入圍者
  - 梅·罗布森（英语：May Robson）—出生於1858年4月19日 (以1933年《一日貴婦》入圍最佳女主角)
- 四大演技獎項獲獎者平均年齡最大的一屆
  - 1981年/第54屆—四位得獎者平均年齡70.5歲[21]
    - 亨利·方达 (77歲)
    - 凯瑟琳·赫本 (72歲)
    - 约翰·吉尔古德 (77歲)
    - 玛伦·斯塔普莱顿 (56歲)
- 四大演技獎項獲獎者平均年齡最小的一屆
  - 1961年/第34屆—四位得獎者平均年齡29歲
    - 马克西米连·谢尔 (31歲)
    - 索菲娅·罗兰 (27歲)
    - 乔治·查金思 (27歲)
    - 丽塔·莫雷诺 (30歲)

## 影片相關記錄
- 最多獲獎但並未獲頒最佳影片
  - 《酒店》—8項獲獎 (1972)
- 最多入圍但並未獲頒最佳影片
  - 《樂來越愛你》—14項入圍 (2016)
- 最多落空獎項
  - 共6部影片皆落空11項獎項
    - 《心聲淚影（英语：Johnny Belinda (1948 film)）》 (1948)—12項入圍僅獲頒1項（最佳女主角）
    - 《雄霸天下（英语：Becket (1964 film)）》 (1948)—12項入圍僅獲頒1項（最佳改編劇本）
    - 《轉捩點》 (1977)—11項入圍全數落空
    - 《紫色姊妹花》 (1985)—11項入圍全數落空
    - 《犬山記》 (2021)—12項入圍僅獲頒1項（最佳導演）
    - 《璀璨女人夢》 (2024)—13項入圍僅獲頒2項（最佳女配角和最佳原創歌曲）
- 最多入圍但並未入圍最佳影片
  - 《射馬記》—9項入圍 (1969)
- 最多獲獎但並未入圍最佳影片
  - 《玉女奇男》—5項獲獎 (1952)
- 獲獎最少的最佳影片
  - 《大飯店》—僅獲最佳影片提名（且獲獎） (1932)
- 入圍最多技術獎項的電影
  - 《鐵達尼号》—在10項技術獎項皆獲提名，包括攝影、服裝設計、影片剪輯、藝術指導、配樂、歌曲、音效、混音、視覺效果、化妝等 (1997)
- 入圍最多但不包括主要獎項（影片、導演、演員及劇本）
  - 《小人物狂想曲（英语：Pepe (film)）》—7項入圍但並未入圍主要獎項 (1960)
  - 以下影片共入圍6項入圍但並未入圍主要獎項
    - 《雨季来临（英语：The Rains Came）》 (1939)
    - 《安徒生傳（英语：Hans Christian Andersen (film)）》 (1952)
    - 《疯狂世界（英语：It's a Mad, Mad, Mad, Mad World）》 (1963)
    - 《太阳帝国》 (1987)
    - 《威探闖通關》 (1988) (註：該片另獲頒特別成就獎)
    - 《魔鬼終結者2》 (1991)
    - 《藝伎回憶錄》 (2005)
- 除了最佳影片以外的入圍獎項皆獲獎的影片
  -     - 《难测女人心（英语：Bad Girl (1931 film)）》—2項獲獎/3項入圍 (1931)
    - 《英宮艷史（英语：The Private Life of Henry VIII）》—1項獲獎/2項入圍 (1932)
    - 《淘气的玛丽达（英语：Naughty Marietta (film)）》 —1項獲獎/2項入圍 (1935)
    - 《万古流芳（英语：The Story of Louis Pasteur）》—3項獲獎/4項入圍 (1936)
    - 《羅賓漢冒險記》—3項獲獎/4項入圍 (1938)
    - 《34街的奇蹟》—3項獲獎/4項入圍 (1947)
    - 《碧血金沙》—3項獲獎/4項入圍 (1948)
    - 《三妻艷史》—2項獲獎/3項入圍 (1949)
    - 《所羅門王寶藏（英语：King Solomon's Mines (1950 film)）》—2項獲獎/3項入圍 (1950)
    - 《羅馬之戀（英语：Three Coins in the Fountain (film)）》—2項獲獎/3項入圍 (1954)
    - 《大白鯊》—3項獲獎/4項入圍 (1975)
    - 《天人交戰》—4項獲獎/5項入圍 (2000)
    - 《攻其不備》—1項獲獎/2項入圍 (2009)
    - 《逐夢大道》—1項獲獎/2項入圍 (2014)
    - 《波希米亞狂想曲》—4項獲獎/5項入圍 (2018)
    - 《女人悄悄話》—1項獲獎/2項入圍 (2022)
- 入圍最佳影片但並未入圍其他主要獎項（影片、導演、演員及劇本）
  -     - 《鐵翼雄風》—2項入圍 (1927) (註：獲最佳影片)
    - 《第四十二街（英语：42nd Street (film)）》—2項入圍 (1933)
    - 《告别武器（英语：A Farewell to Arms (1932 film)）》—4項入圍 (1933)
    - 《埃及豔后（英语：Cleopatra (1934 film)）》—5項入圍 (1934)
    - 《调情漫步（英语：Flirtation Walk）》—2項入圍 (1934)
    - 《柳暗花明（英语：The Gay Divorcee）》—5項入圍 (1934)
    - 《春风秋雨（英语：Imitation of Life (1934 film)）》—3項入圍 (1934)
    - 《白色游行（英语：The White Parade）》—2項入圍 (1934)
    - 《塊肉餘生記（英语：David Copperfield (1935 film)）》 —3項入圍 (1935)
    - 《悲慘世界（英语：Les Misérables (1935 film)）》—4項入圍 (1935)
    - 《仲夏夜之梦（英语：A Midsummer Night's Dream (1935 film)）》 —4項入圍 (1935)  (註：該片實際入圍兩項，另外兩項為觀眾提名)
    - 《淘气的玛丽达（英语：Naughty Marietta (film)）》 —2項入圍 (1935)
    - 《禮帽》—4項入圍 (1935)
    - 《雙城記（英语：A Tale of Two Cities (1935 film)）》—2項入圍 (1936)
    - 《羅賓漢冒險記》—4項入圍 (1938)
    - 《人鼠之间（英语：Of Mice and Men (1939 film)）》—4項入圍 (1939)
    - 《绿野仙踪》—6項入圍 (1939)
    - 《所羅門王寶藏（英语：King Solomon's Mines (1950 film)）》—3項入圍 (1950)
    - 《血戰萊茵河（英语：Decision Before Dawn）》—2項入圍 (1951)
    - 《羅馬之戀（英语：Three Coins in the Fountain (film)）》—3項入圍 (1954)
    - 《歡樂音樂妙無窮（英语：The Music Man (1962 film)）》—6項入圍 (1962)
    - 《杜立德医生（英语：Doctor Dolittle (film)）》—9項入圍 (1967)
    - 《我愛紅娘（英语：Hello, Dolly! (film)）》—7項入圍 (1969)
    - 《大白鯊》—4項入圍 (1975)
    - 《美女与野兽》—6項入圍 (1991)
    - 《魔戒二部曲：雙城奇謀》—6項入圍 (2002)
    - 《戰馬》—6項入圍 (2011)
    - 《逐夢大道》—2項入圍 (2014)
    - 《黑豹》—7項入圍 (2018)
    - 《賽道狂人》—4項入圍 (2019)
    - 《夜路》—4項入圍 (2021)
    - 《阿凡達：水之道》—4項入圍 (2022)
    - 《沙丘：第二部》—5項入圍 (2024)
- 題材多次被翻拍且都入圍最佳影片(*表獲獎)
  -     - 《埃及豔后（英语：Cleopatra (1934 film)）》 (1934)、《埃及艳后》 (1963)
    - 《叛艦喋血記》* (1935)、《叛舰喋血记》 (1962)
    - 《罗密欧与茱丽叶（英语：Romeo and Juliet (1936 film)）》 (1936)、《西城故事》* (1961)、《殉情記》 (1968) （註：1998年以威廉·莎士比亞創作【羅密歐與茱麗葉】過程為題材的電影《莎翁情史》亦獲頒了奧斯卡最佳影片）
    - 《悲慘世界（英语：Les Misérables (1935 film)）》 (1935)、《悲惨世界》 (2012)
    - 《賣花女（英语：Pygmalion (1938 film)）》 (1938)、《窈窕淑女》* (1964)
    - 《太虛道人（英语：Here Comes Mr. Jordan）》 (1941)、《上錯天堂投錯胎（英语：Heaven Can Wait (1978 film)）》 (1978)
    - 《星海浮沉錄》 (1937)、《一個巨星的誕生》 (2018)
    - 《小妇人》 (1933) 、《她們》 (2019)
    - 《西線無戰事》* (1929/30) 、《西線無戰事》 (2022)
- 第一部全部由非美國製作的最佳影片
  - 《哈姆雷特》—英國 (1948)
- 第一部全部由非美國或英國製作的最佳影片
  - 《大艺术家》—法國 (2011)
- 第一部全部由非高加索製作的最佳影片
  - 《寄生上流》—韓國 (2019)
- 獲獎最多的非美國製作最佳影片
  - 《末代皇帝》—義大利/香港/英國，獲頒9項 (1987)
- 入圍最多的非美國製作最佳影片
  - 以下影片皆入圍13座獎項：
    - 《莎翁情史》—英國/美國 (1998)
    - 《魔戒首部曲：魔戒現身》—紐西蘭/美國 (2001)
- 沒有女性台詞角色的最佳影片
  - 《阿拉伯的劳伦斯》 (1962)
- 改編自東尼獎得主的最佳影片
  - 《窈窕淑女》 (1964)
  - 《真善美》 (1965)
  - 《良相佐國》 (1966)
  - 《阿瑪迪斯》 (1984)
- 改編自普立茲獎得主的最佳影片
  - 《浮生若夢》 (1938)
  - 《亂世佳人》 (1938)
  - 《當代奸雄》 (1949)
  - 《溫馨接送情》 (1989)
  - 《驚爆焦點》 (2015)
    - 1954年最佳影片《岸上風雲》其故事靈感亦來自1949年普立茲地方新聞報導獎得主
- 獲頒國際三大影展（坎城影展、威尼斯影展、柏林影展）殊榮的最佳影片
  - 《失去的週末》—坎城影展金棕櫚獎 (1945)
  - 《哈姆雷特》—威尼斯影展金獅獎 (1948)
  - 《君子好逑》—坎城影展金棕櫚獎 (1955)
  - 《雨人》—柏林影展金熊獎 (1988)
  - 《水底情深》—威尼斯影展金獅獎 (2017)
  - 《寄生上流》—坎城影展金棕櫚獎 (2019)
  - 《游牧人生》—威尼斯影展金獅獎 (2020)
  - 《艾諾拉》—坎城影展金棕櫚獎 (2024)
- 單一影片最多演技獎項入圍
  - 以下影片皆獲五項(位)演技獎提名(*表當年最佳影片)：
    - 《忠勇之家》* (1942)
    - 《彗星美人》* (1950)
    - 《亂世忠魂》* (1953)
    - 《岸上風雲》* (1954)
    - 《冷暖人间（英语：Peyton Place (film)）》 (1957)
    - 《汤姆·琼斯》* (1963)
    - 《我倆沒有明天》 (1967)
    - 《教父II》* (1974)
    - 《螢光幕後》 (1976)

  - 單一影片最多男演員入圍(皆為4位，*表獲獎)
    - 《岸上風雲》—最佳男主角：马龙·白兰度(*)；最佳男配角：李·J·谷（英语：Lee J. Cobb）、卡爾·馬登 和 洛·史德加
    - 《教父》—最佳男主角：马龙·白兰度(*)；最佳男配角：詹姆斯·凯恩、勞勃·杜瓦 和 艾尔·帕西诺
    - 《教父II》—最佳男主角：艾尔·帕西诺；最佳男配角：勞勃·狄尼洛(*)、迈克尔·V·贾佐（英语：Michael V. Gazzo） 和 李·斯特拉斯伯格

  - 單一影片最多女演員入圍(皆為4位)
    - 《彗星美人》—最佳女主角：安妮·巴克斯特、貝蒂·戴維斯；最佳女配角：西莱斯特·霍姆、特尔玛·里特

  - 單一影片最多演員獲獎(皆為3位)：
    - 《慾望街車》 (1951)—最佳女主角、男配角、女配角
    - 《螢光幕後》 (1976)—最佳男主角、女主角、女配角
    - 《媽的多重宇宙》 (2022)—最佳女主角、男配角、女配角

## 表演相關記錄
- 獲頒最多次最佳女主角
  - 凯瑟琳·赫本—4次 （《牵牛花（英语：Morning Glory (1933 film)）》(1933)、《誰來晚餐》(1967)、《冬獅》(1968)、《金池塘》(1981）)
- 獲頒最多次最佳男主角
  - 丹尼爾·戴-路易斯—3次 （《我的左腳》(1989)、《黑金企業》(2007)、《林肯》(2012)）
- 獲頒最多次最佳男配角
  - 沃尔特·布伦南—3次 （《月缺难圆（英语：Come and Get It (1936 film)）》(1936)、《肯塔基（英语：Kentucky (film)）》(1938)、《西部人（英语：The Westerner (film)）》(1940)）
- 獲頒最多次最佳女配角
  - 雪莉·溫特斯—2次 （《安妮日記》(1959)、《再生緣》(1965) ）
  - 黛安·韦斯特—2次 （《汉娜姐妹》(1986)、《百老匯上空子彈》(1994) ）
- 最多次連續入圍最佳女主角(*表獲獎)
  - 贝蒂·戴维斯—連續5屆 （《紅衫淚痕》*(1938）、《黑色的勝利》(1939)、《香箋淚（英语：The Letter (1940 film)）》(1940)、《小狐狸（英语：The Little Foxes (film)）》(1941)、《揚帆》(1942)）
  - 葛麗·嘉遜—連續5屆 （《落花凋零（英语：Blossoms in the Dust）》(1941)、《忠勇之家》*(1942)、《居里夫人》 (1943)、《帕金頓夫人（英语：Mrs. Parkington）》(1944)、《空谷芳草（英语：The Valley of Decision）》1945)）
- 最多次連續入圍最佳男主角(*表獲獎)
  - 馬龍·白蘭度—連續4屆 （《慾望街車》(1951)、《萨巴达传》(1952)、《凱撒大帝（英语：Julius Caesar (1953 film)）》(1953)、《岸上風雲》*(1954)）
- 最多次連續入圍最佳女配角
  - 特爾瑪·里特—連續4屆 （《彗星美人》(1950)、《鴻鸞雙喜（英语：The Mating Season (film)）》(1951)、《情淚心聲（英语：With a Song in My Heart (film)）》(1952)、《南街奇遇（英语：Pickup on South Street）》(1953)）
- 最多次連續入圍演技獎項
  - 珍妮花·鍾絲—連續4屆（1943年《聖女之歌》最佳女主角、1944年《自君别後（英语：Since You Went Away）》最佳女配角、1945年《柔腸寸斷（英语：Love Letters (1945 film)）》最佳女主角、1946年《太陽浴血記（英语：Duel in the Sun (film)）》最佳女主角）
  - 艾尔·帕西诺—連續4屆（1972年《教父》最佳男配角、1973年《衝突（英语：Serpico）》最佳男主角、1974年《教父II》最佳男主角、1975年《《熱天午後》最佳男主角）
- 最多次入圍演技獎項的男演員
  - 傑克·尼克遜—12次
- 最多次入圍演技獎項的女演員
  - 梅莉·史翠普—21次
- 最多次入圍但皆未獲獎的男演員
  - 彼得·奧圖—8次（但他於2002年獲頒榮譽獎）
- 最多次入圍但皆未獲獎的女演員
  - 葛倫·克蘿絲—8次
- 以非英語片最多次入圍的男演員
  - 马塞洛·马斯楚安尼—3次，皆以義大利電影入圍最佳男主角（《意大利式离婚（英语：Divorce Italian Style）》(1962)、《特別的一天（英语：A Special Day）》(1977)、《黑眼睛》(1987)）
- 首次和再次獲獎時間相隔最久
  - 海倫·海絲—39年，她於1932年以《戰地晴天》獲最佳女主角，再於1971年《国际机场》獲頒最佳女配角
- 首次和再次入圍時間相隔最久
  - 裘德·赫希—42年，他於1980年以《凡夫俗子》入圍最佳男配角，再於2022年《法貝爾曼》入圍最佳男配角
- 首次得獎和生涯最後一次得獎相隔時間最久
  - 凯瑟琳·赫本— 48年，她於1933年以《牵牛花（英语：Morning Glory (1933 film)）》首次入圍最佳女主角並獲獎，再於1981年以《金池塘》入圍最佳女主角並獲獎
- 首次入圍和最後一次入圍相隔時間最久
  - 罗伯特·德尼罗— 49年，他於1974年以《教父II》首次入圍最佳男配角並獲獎，再於2023年以《花月殺手》入圍最佳男配角
- 首次獲獎前入圍最多次的演員
  - 傑拉丁·佩之和艾爾·帕西諾—8次
- 過世後最多次入圍的演員
  - 詹姆斯·狄恩—2次（《天倫夢覺（英语：East of Eden (film)）》(1955)和《巨人》(1956)）

### 入圍及的獲獎的演出長短記錄
|        |      | 男主角                                      | 男主角                                                | 女主角                                      | 女主角                                         |
| 時間   | 時間 | 最短                                        | 最長                                                  | 最短                                        | 最長                                           |
| 主角類 | 獲獎 | 大卫·尼文，1958年《鸳鸯谱》：23分39秒       | 阿德里安·布罗迪，2024年《粗獷派建築師》：2小時8分30秒 | 帕德里夏·妮尔，1963年《原野铁汉》：21分51秒 | 费雯·丽，1939年《乱世佳人》：2小時23分32秒     |
| 主角類 | 入圍 | 斯宾塞·屈赛，1936年《火燒旧金山》：14分58秒 | 丹泽尔·华盛顿，1992年《麥爾坎·X》：2小時21分58秒      | 埃琳諾·帕克，1951年《大偵探故事》：20分10秒 | 费雯·丽，1939年《乱世佳人》：2小時23分32秒     |
| 配角類 | 獲獎 | 本·约翰逊，1971年《最后一场电影》：9分54秒  | 馬赫夏拉·阿里，2018年《幸福綠皮書》：1小時6分38秒     | 碧翠絲·史翠，1976年《螢光幕後》：5分2秒     | 塔特姆·奥尼尔，1973年《纸月亮》：1小時6分58秒  |
| 配角類 | 入圍 | 尼德·巴蒂，1976年《螢光幕後》：6分鐘        | 弗兰克·芬莱，1965年《奥赛罗》：1小時30分43秒          | 赫敏·巴德利，1959年《金屋泪》：2分19秒      | 珍妮弗·瓊斯，1944年《自君别後》：1小時15分38秒 |

- 獲獎最多次的非裔美國演員
  - 丹泽尔·华盛顿—2次（1989年《光荣战役》獲頒最佳男配角，2001年《震撼教育》獲頒最佳男主角）
  - 馬赫夏拉·阿里—2次（2016年《月光下的藍色男孩》獲頒最佳男配角，2018年《幸福綠皮書》獲頒最佳男配角）
- 以單一演出獲頒最多獎項的演員
  - 哈罗德·拉塞尔—他以1946年《黃金時代》最佳男配角獎，更「因為他在片中将希望和勇气带给其他的退伍军人伙伴」而獲頒當屆奧斯卡榮譽獎，成為史上唯一一位以同個角色獲頒兩座獎項的得主
- 以單一演出入圍最多獎項的演員
  - 巴里·菲茨杰拉德—他以1944年《与我同行》的演出分別入圍最佳男主角及最佳男配角，最後獲頒最佳男配角，此記錄也是史上唯一一次
- 一部影片中以兩個以上角色獲獎的演員
  - 李·馬文—他以1966年《狼城脂粉俠》片中飾演兩個角色(互為兄弟)獲頒最佳男主角，此記錄也是史上唯一一次
- 一部影片中以多個角色入圍的演員
  - 彼得·謝勒—他於1964年《奇愛博士》飾演的三個角色入圍最佳男主角
- 四大演技獎得主皆非出生於美國
  - 第37届(1964)
    - 最佳男主角—雷克斯·哈里森（《窈窕淑女》），出生於英國
    - 最佳女主角—朱莉·安德鲁斯（《歡樂滿人間》），出生於英國
    - 最佳男配角—彼得·乌斯蒂诺夫（《士京盗宝记（英语：Topkapi (film)）》），出生於英國
    - 最佳女配角—丽拉·柯卓娃（《希腊佐巴（英语：Zorba the Greek (film)）》），出生於俄國

  - 第80届(2007)
    - 最佳男主角—丹尼尔·戴-刘易斯（《黑金企業》），出生於英國
    - 最佳女主角—瑪莉詠·柯蒂亞 （《玫瑰人生》），出生於法國
    - 最佳男配角—哈维尔·巴登（《險路勿近》），出生於西班牙
    - 最佳女配角—蒂妲·史雲頓（《全面反擊》），出生於英國
- 以同樣角色獲頒東尼獎和奧斯卡獎的演員
  - 安妮·班克劳夫特—1960年獲頒東尼獎最佳話劇女主角，並以1962年《海倫凱勒（英语：The Miracle Worker (1962 film)）》獲頒最佳女主角
  - 海倫·美蘭—以2007年《黛妃與女皇》獲頒最佳女主角，並於2015年獲頒東尼獎最佳話劇女主角
  - 杰克·艾伯森—1965年獲頒東尼獎最佳話劇男配角，並以1968年《昔日玫瑰（英语：The Subject Was Roses (film)）》獲頒最佳男配角
  - 乔尔·格雷—1967年獲頒東尼獎最佳音樂劇男配角，並以1972年《酒店》獲頒最佳男配角
  - 何塞·費勒—1947年獲頒東尼獎最佳話劇男主角，並以1950年《風流劍俠（英语：Cyrano de Bergerac (1950 film)）》獲頒最佳男主角
  - 丽拉·柯卓娃—以1964年《希腊佐巴（英语：Zorba the Greek (film)）》獲頒最佳女配主角，並於1984年獲頒東尼獎最佳音樂劇女配角
  - 保罗·斯科菲尔德—1962年獲頒東尼獎最佳話劇男主角，並以1966年《良相佐国》獲頒最佳男主角
  - 雷克斯·哈里森—1957年獲頒東尼獎最佳音樂劇男主角，並以1964年《窈窕淑女》獲頒最佳男主角
  - 雪莉·布思—1950年獲頒東尼獎最佳話劇女主角，並以1952年《蘭閨春怨（英语：Come Back, Little Sheba (1952 film)）》獲頒最佳女主角
  - 薇拉·戴維絲—2010年獲頒東尼獎最佳話劇女主角，並以2016年《心靈圍籬》獲頒最佳女配角
  - 尤尔·伯连纳—1962年獲頒東尼獎最佳音樂劇男配角，並以1956年《国王与我》獲頒最佳男主角

## 其他各式記錄
- 橫跨數十年最多的入圍者
  - 約翰·威廉斯—從1967年首次入圍至2023年共54次（其中49次配樂類獎提名，5次歌曲類獎提名），是目前在世的人中獲提名次數最多者
- 曾榮獲諾貝爾獎的奧斯卡得主
  - 萧伯纳—曾於1925年榮獲诺贝尔文学奖，再於1938年以《賣花女（英语：Pygmalion (1938 film)）》獲頒最佳改编剧本
  - 鲍勃·迪伦—於2000以《天才接班人》主題曲「Things Have Changed」獲頒最佳原創歌曲，再於2016年榮獲诺贝尔文学奖
- 曾榮獲布克獎的奧斯卡得主
  - 露絲·鮑爾·賈華拉—曾於1975年榮獲布克獎，再於1986年以《窗外有藍天》及1992年《此情可問天》兩度獲頒最佳改编剧本
- 曾榮獲普利茲獎的奧斯卡得主
  - 阿隆·科普蘭—於1945年獲頒普利茲音樂獎，再以1949年《千金小姐（英语：The Heiress）》獲頒最佳剧情或喜剧片配樂
  - 约翰·科里利亚诺—於1999年以《紅色小提琴》獲頒最佳原創配樂，再於2001年獲頒普利茲音樂獎
  - 鲍勃·迪伦—於2000以《天才接班人》獲頒最佳原創歌曲，再於2006年獲頒普利茲音樂獎
  - 霍頓·福特（英语：Horton Foote）—1962年以《梅岡城故事》獲頒最佳改編劇本、1983年《憐情蜜意》獲頒最佳原創劇本，再於1995年獲頒普利茲戲劇獎
  - 马文·哈姆利奇—1973年以《刺激》獲頒最佳最佳改編配樂、《往日情怀》獲頒最佳原創配樂、《往日情怀》插曲「The Way We Were」獲頒最佳歌曲，再於1976年獲頒普利茲戲劇獎
  - 奥斯卡·汉默斯坦二世—1941年以《端庄淑女（英语：Lady Be Good (1941 film)）》插曲「The Last Time I Saw Paris」獲頒最佳歌曲、1945年以《墜入愛河（英语：State Fair (1945 film)）》插曲「It Might as Well Be Spring」獲頒最佳歌曲，再於1950年獲頒普利茲戲劇獎
  - 悉尼·霍華德（英语：Sidney Howard）—於1925年獲頒普利茲戲劇獎，再於1939年以《乱世佳人》獲頒最佳改編劇本
  - 威廉·英奇（英语：William Inge）—於1953年獲頒普利茲戲劇獎，再於1961年以《天涯何處覓知音》獲頒最佳原創劇本
  - 弗兰克·罗瑟（英语：Frank Loesser）—於1949以《洛水神仙（英语：Neptune's Daughter (1949 film)）》插曲「Baby, It's Cold Outside」獲頒最佳原創歌曲，再於1962年獲頒普利茲戲劇獎
  - 理查·羅傑斯—1945年以《墜入愛河（英语：State Fair (1945 film)）》插曲「It Might as Well Be Spring」獲頒最佳歌曲，再於1950年獲頒普利茲戲劇獎
  - 威廉·萨洛扬—於1940年獲頒普利茲戲劇獎，再於1943年以《小镇的天空（英语：The Human Comedy (film)）》獲頒最佳原創故事
  - 约翰·帕特里克·尚利—1987年以《發暈》獲頒最佳原創劇本，再於2005年獲頒普利茲戲劇獎
  - 羅伯特·E·謝爾伍德（英语：Robert E. Sherwood）—於1936、1938及1941年獲頒普利茲戲劇獎，再於1946年以《黃金時代》獲頒最佳改編劇本，再於1949年獲頒普立茲傳記文學獎
  - 史蒂芬·桑坦—於1985年獲頒普利茲戲劇獎，再於1990年以《狄克崔西》插曲「Sooner or Later」獲頒最佳原創歌曲
  - 阿爾弗雷德·尤里（英语：Alfred Uhry）—於1988年獲頒普利茲戲劇獎，再於1989年以《溫馨接送情》獲頒最佳改編劇本
  - 米斯蒂斯拉夫·車爾諾夫—於2023年獲頒普立茲公共服務獎，再於2024年以《战场日记》獲頒最佳紀錄片
- 唯一一位曾榮獲奧林匹克運動會獎牌的奧斯卡得主
  - 科比·布莱恩特—曾於2008和2012年以奧運男子籃球兩度榮獲金牌，並於2017年以《親愛的籃球》獲頒最佳動畫短片（其身份為編劇及旁白）
- 唯一一位曾獲頒演技獎及音樂獎項者
  - 芭芭拉·史翠珊—1968年以《妙女郎（英语：Funny Girl (film)）》獲頒最佳女主角，1976年以《星夢淚痕（英语：A Star Is Born (1976 film)）》插曲「Evergreen (Love Theme from A Star Is Born)」獲頒最佳歌曲
- 唯一一位曾獲頒演技獎及編劇獎項者
  - 艾瑪·湯普遜—1992年以《此情可問天》獲頒最佳女主角，1995年以《理性與感性》獲頒最佳改編劇本
- 曾獲頒演技獎及導演獎項者
  - 至今仍無。但李·格兰特曾於1975年以《洗发水（英语：Shampoo (film)）》獲頒最佳女主角，而1986年由她所執導的《在美國潦倒（英语：Down and Out in America）》則獲頒最佳紀錄片，但依當年規定，只有製片者才能獲頒獎項，因此是由她的製片人丈夫代表領獎；但若依現行規定，導演亦可被授與獎項
- 唯一一位以同一部影片入圍演技獎、編劇獎、導演獎及最佳影片獎
  - 華倫·比提—他於1978年以《上錯天堂投錯胎（英语：Heaven Can Wait (1978 film)）》入圍最佳影片、最佳導演、最佳男主角及最佳改編劇本，1981年再以《烽火赤焰萬里情》入圍最佳影片、最佳導演(獲獎)、最佳男主角及最佳原著劇本
    - 1941年奧森·威爾斯曾以《大國民》入圍最佳導演、最佳男主角、最佳原創劇本(獲獎)，雖然他也身兼製片人且該片也入圍最佳影片，但因當時的片廠制度僅能以片廠冠名，故無法列名
- 唯一一位以同一部影片獲頒導演獎、編劇獎及剪輯獎
  - 西恩·貝克—他於2024年以《阿诺拉》獲頒最佳導演、最佳原創劇本及最佳剪輯，此外他也以製作人身分獲頒最佳影片獎
- 唯一一位以飾演奧斯卡得主而獲獎的演員
  - 凯特·布兰切特—2004年以《神鬼玩家》片中飾演凱瑟琳·赫本而獲頒最佳女配角，後者曾多次獲頒最佳女主角獎
    - 此外，2009年蕾妮·齐薇格曾於《茱蒂》中飾演茱蒂·嘉蘭，後者曾獲頒奧斯卡青少年獎（但非競賽獎項）
- 唯一一位以飾演「虛構的奧斯卡入圍者」而獲獎的演員
  - 瑪姬·史密斯—她於1978年《加州套房（英语：California Suite (film)）》一片中飾演與奧斯卡獎失之交臂的失意女演員，並以此片獲頒最佳女配角
- 唯一一位曾在兩部皆入圍11座獎項影片都有演出的演員
  - 伯納·希爾—《鐵達尼號》(1997)和《魔戒三部曲：王者再臨》(2003)
- 最多次入圍但仍未獲獎
  - 格雷格·拉塞尔—曾在最佳音效獎項入圍16次但皆未獲獎（2016年他參與的《13小時：班加西的秘密士兵》也獲提名，但他因違反參賽規定而被撤銷提名[26]）
- 在獲獎前總入圍次數最多者
  - 维克多·扬（英语：Victor Young）—曾21度提名但皆未獲獎，也曾同一屆以多部影片獲提名；直到1956年《環遊世界八十天》才獲頒最佳劇情或喜劇片配樂，但當時他已過世
    - 凯文·奥康奈尔也曾20度提名但皆未獲獎，直到2016年以《鋼鐵英雄》獲頒最佳音效獎
- 最多次入圍者
  - 華特·迪士尼—59次，其他多次入圍者包括：作曲家約翰·威廉斯(52次)、作曲家艾佛瑞·紐曼(45次)、藝術指導塞德里克·吉本森(39次)、服裝設計師伊迪斯·海德（英语：Edith Head）(35次)、作詞家萨米·卡恩（英语：Sammy Cahn）(26次)、作曲家馬克斯·史坦納(25次)、編劇兼導演伍迪·艾伦(24次)、藝術指導哈爾·佩雷拉（英语：Hal Pereira）和漢斯·德賴爾（英语：Hans Dreier）(皆為23次)、作曲家维克多·扬（英语：Victor Young）、迪米崔·迪歐肯和蘭迪·紐曼(皆為22次)、混音師凱文·奧康奈爾、導演比利·懷德和演員梅麗·史翠普(皆為21次)
- 最多次入圍者且仍在世者
  - 約翰·威廉斯—54次
- 唯一一位由選民自填提名且獲獎者
  - 哈尔·莫尔（英语：Hal Mohr）—以1935年《仲夏夜之梦（英语：A Midsummer Night's Dream (1935 film)）》獲頒最佳攝影
- 唯一一位在特定獎項全部入圍者
  - 史蒂芬·博蘇斯托（英语：Stephen Bosustow）—1957年第29屆奧斯卡金像獎最佳卡通短片入圍的三部作品皆由他製作
- 在最多獎項皆有入圍者
  - 肯尼斯·布萊納—在7項獎項共8次入圍，皆尚未獲獎
    - 最佳影片：《贝尔法斯特》(2021)
    - 最佳導演：《亨利五世》(1989)、《贝尔法斯特》(2021)
    - 最佳男主角：《亨利五世》(1989)
    - 最佳男配角：《夢露與我的浪漫週記》(1989)
    - 最佳原創劇本：《贝尔法斯特》(2021)
    - 最佳改編劇本：《肯尼斯布萊納之王子復仇記（英语：Hamlet (1996 film)）》(1996)
    - 最佳實景短片：《天鵝之歌（英语：Swan Song (1992 film)）》(1992)

  - 艾方索·柯朗—在7項獎項共11次入圍(*表獲獎)
    - 最佳影片：《羅馬》(2018)
    - 最佳導演：《地心引力》*(2013)、《羅馬》*(2018)
    - 最佳原創劇本：《你他媽的也是》(2002)、《羅馬》(2018)
    - 最佳改編劇本：《人類之子》(2006)
    - 最佳剪輯：《人類之子》(2006)、《地心引力》*(2013)
    - 最佳攝影：《羅馬》*(2018)
    - 最佳實景短片：《在她們眼中（英语：Le pupille）》(2002)
    - 他編導的電影《羅馬》亦獲頒最佳外語片，但是以國家代表獲獎而非個人
- 入圍最多次的女性
  - 服裝設計師伊迪斯·海德（英语：Edith Head）—35次
- 獲獎率最高者
  - 混音師馬克·伯傑—四度提名四度獲獎（1979年《現代啟示錄》、1983年《太空先鋒》、1984年《阿瑪迪斯》、1996年《英倫情人》）
  - 特效師保羅·蘭伯特（英语：Paul Lambert (special effects artist)）—四度提名四度獲獎（2018年《銀翼殺手2049》、2019年《登月先鋒》、2022年《沙丘》、2024年《沙丘：第二部》）
  - 西恩·貝克—他於2024年以《阿诺拉》首次入圍就獲頒最佳影片、最佳導演、最佳原創劇本及最佳剪輯等4項獎項
- 入圍最佳導演次數最多者
  - 威廉·惠勒—12次
- 入圍最佳導演次數最多但皆未獲獎者(皆為5次)[27]
  - 勞勃·阿特曼
  - 克拉倫斯·布朗（英语：Clarence Brown）
  - 亞佛烈德·希區考克
  - 金·維多
- 僅獲頒最佳導演但其他皆未獲獎的電影
  - 路易·邁爾史東，《兩個阿拉伯騎士（英语：Two Arabian Knights）》（入圍1項）(1927)
  - 弗兰克·劳埃德，《薄命花（英语：The Divine Lady）》（入圍3項）(1928)
  - 诺曼·陶罗格，《淘哥儿（英语：Skippy (film)）》（入圍4項）(1931)
  - 法兰克·卡普拉，《富貴浮雲（英语：Mr. Deeds Goes to Town）》（入圍5項）(1936)
  - 里奥·麦凯里，《春闺风月》（入圍6項）(1937)
  - 乔治·史蒂文斯，《巨人》（入圍10項）(1956)
  - 迈克·尼科尔斯，《毕业生》（入圍7項）(1967)
  - 珍·康萍，《犬山記》（入圍12項）(2021)
- 獲頒最佳影片次數最多的製片人(皆為3次)
  - 山姆·史匹格（1954年《岸上風雲》、1957年《桂河大橋》、1962年《阿拉伯的勞倫斯》）
  - 索爾·扎恩茲（1975年《飛越杜鵑窩》、1984年《阿瑪迪斯》、1996年《英倫情人》）
- 入圍最佳影片次數最多的製片人
  - 史蒂芬·史匹柏—13次
- 同一年度入圍最佳導演次數最多者
  - 麥可·寇蒂斯—1938年《狂徒淚》及《四千金（英语：Four Daughters）》
  - 史蒂文·索德伯格—2000年《天人交戰》(獲獎)及《永不妥協》
- 獲頒最佳影片次數最多的系列電影
  - 教父系列—《教父》及《教父II》
- 多次入圍最佳影片的系列電影
  - 教父系列—3次
  - 魔戒系列—3次
  - 阿凡達系列—2次
  - 沙丘系列—2次
- 獲獎次數最多的系列電影
  - 魔戒系列—包括《魔戒電影三部曲》及《哈比人電影系列》六部影片共入圍37項獲獎17項
- 入圍最佳原創劇本最多次者
  - 伍迪·艾倫—入圍16次，獲獎3次
- 電影上映到獲頒獎項間隔最久
  - 《舞台生涯》—1952上映，但直到1972年才得以在美國洛杉磯地區公開上映；該片於1973年第45屆頒獎典禮上獲頒最佳原創配樂
- 過世後最多獲獎者
  - 威廉·霍寧（英语：William A. Horning）—過世後以1958年《金粉世界》及1959年《賓漢》兩度獲頒最佳藝術指導
- 過世後最多入圍者
  - 霍華德·愛許曼（英语：Howard Ashman）—過世後以1991年《美女与野兽》及1992年《阿拉丁》共入圍四項最佳原創歌曲
- 票房最高的最佳影片
  - 《鐵達尼號》 (1997)—$2,257,844,554
- 入圍最佳影片且票房最高的電影
  - 《阿凡達》(2009)—$2,923,706,026
- 票房最低的最佳影片
  - 《樂動心旋律》(2021)—$1,905,058
- 入圍最佳影片且票房最低的電影
  - 《曼克》(2020)—$100,072
- 獲頒最佳影片且票房最高的R級電影
  - 《奧本海默》(2023)—$960,734,668
- 入圍最佳影片且票房最高的R級電影
  - 《小丑》(2019)—$1,078,751,311
- 獲頒最佳影片且票房最低的R級電影
  - 《游牧人生》(2019)—$39,458,207
- 獲頒最佳影片且片長最長的電影
  - 《乱世佳人》(1939)—224分鐘（含開場序曲、幕間音樂及片尾音樂共238分鐘）
- 入圍最佳影片且片長最長的電影
  - 《埃及豔后》(1963)—251分鐘
- 片長最長的獲獎影片
  - 《辛普森：美國製造》(2016)—467分鐘（最佳紀錄片）
  - 曾獲獎的最長劇情片則為1968年最佳外語片得主《战争与和平》，共431分鐘
- 獲頒最佳影片且片長最短的電影
  - 《君子好逑》(1955)—90分鐘
- 入圍最佳影片且片長最短的電影
  - 《侬本多情（英语：She Done Him Wrong）》 (1933)—66分鐘
- 片長最短的獲獎影片
  - 《嘎喳嘎喳的鳥（英语：The Crunch Bird）》(1972)—2分鐘（最佳動畫短片）
- 片長最短的入圍影片
  - 《新鲜鳄梨酱（英语：Fresh Guacamole）》(2012)—1分40秒（最佳動畫短片）
- 單一角色最多獲獎
  - 維托·柯里昂：
    - 马龙·白兰度—1971年《教父》以此角色獲頒最佳男主角
    - 勞勃·狄尼洛—1974年《教父II》以此角色獲頒最佳男配角

  - 小丑：
    - 希斯·莱杰—2008年《黑暗騎士》以此角色獲頒最佳男配角
    - 瓦昆·菲尼克斯—2019年《小丑》以此角色獲頒最佳男主角

  - 「西城故事」安妮塔：
    - 麗塔·莫瑞諾—1940年《西城故事》以此角色獲頒最佳女配角
    - 亞莉安娜·黛博塞—2021年《西城故事》以此角色獲頒最佳女配角
- 單一角色最多入圍
  - 伊莉莎白一世:
    - 凱特·布蘭琪—1998年《伊莉莎白》和2007年《伊莉莎白：輝煌年代》皆以此角色入圍最佳女主角
    - 茱蒂·丹契—1998年《莎翁情史》以此角色獲頒最佳女配角

  - 亨利八世：
    - 查尔斯·劳顿—1934年《英宮艷史（英语：The Private Life of Henry VIII）》以此角色獲頒最佳男主角
    - 罗伯特·肖—1966年《良相佐国》以此角色入圍最佳男配角
    - 理查德·伯顿—1969年《安妮的一千日（英语：Anne of the Thousand Days）》以此角色入圍最佳男主角

  - 三個版本的「A Star Is Born」的男女主角皆有入圍：
    - 1937年《星海浮沉錄》：男主角弗雷德里克·马区、女主角珍妮·盖诺
    - 1954年《星海浮沉錄》：男主角詹姆士·梅遜、女主角茱蒂·嘉蘭
    - 2018年《一個巨星的誕生》：男主角布萊德利·庫柏、女主角女神卡卡

  - 其他曾經入圍兩次的角色(*表獲獎)
    - 亞伯拉罕·林肯—雷蒙德·梅西（英语：Raymond Massey）（1940年《林肯在伊利诺斯（英语：Abe Lincoln in Illinois (film)）》）、丹尼爾·戴-劉易斯*（2012年《林肯》）
    - 「萬世師表」男主角亞瑟·奇普斯—罗伯特·多纳特*（1939年《萬世師表（英语：Goodbye, Mr. Chips (1939 film)）》）、彼得·奥图尔（1969年《万世师表（英语：Goodbye, Mr. Chips (1969 film)）》）
    - 比莉·荷莉戴—黛安娜·罗斯（1972年《难补遺恨天（英语：Lady Sings the Blues (film)）》）、安德拉·戴（2020年《哈樂黛的愛與死》）
    - 西哈諾·德·貝傑拉克—何塞·費勒*（1950年《風流劍俠（英语：Cyrano de Bergerac (1950 film)）》）、傑哈·德巴狄厄（1990年《大鼻子情圣》）
    - 「江湖浪子」男主角快槍手艾迪·費爾森—保羅·紐曼*（1961年《江湖浪子》、續集1986年《金錢本色》飾演同個角色獲獎）
    - 「與我同行」男主角恰克·歐邁利神父—平·克劳斯贝*（1944年《與我同行》獲獎、續集1945年《聖瑪麗的鐘聲（英语：The Bells of St. Mary's）》入圍）
    - 「與我同行」男配角費茲邦神父—巴里·菲茨傑拉德*（1944年《與我同行》同時入圍男主角及男配角，獲頒最佳男配角）
    - 「窈窕淑女」男主角亨利·希金斯—莱斯利·霍华德（1938年《賣花女（英语：Pygmalion (1938 film)）》）、雷克斯·哈里森*（1964年《窈窕淑女》）
    - 霍华德·休斯—杰森·罗巴兹（1980年《天外橫財（英语：Melvin and Howard）》）、李奧納多·狄卡皮歐（2004年《神鬼玩家》）
    - 艾瑞斯·梅鐸—茱蒂·丹契、凱特·溫斯蕾（兩人於2001年《長路將盡（英语：Iris (2001 film)）》分別飾演不同年紀的同一人，並分別入圍女主角及女配角）
    - 「小婦人」女主角喬·瑪奇—薇諾娜·瑞德（《小妇人》）、瑟夏·羅南（2019年《她們》）
    - 「上錯天堂投錯胎」男主角喬·潘德頓—罗伯特·蒙哥马利（1941年《太虛道人（英语：Here Comes Mr. Jordan）》）、華倫·比提（1978年《上錯天堂投錯胎（英语：Heaven Can Wait (1978 film)）》）
    - 「上錯天堂投錯胎」男配角馬克斯·克萊克—詹姆斯·格里森（英语：James Gleason）（1941年《太虛道人（英语：Here Comes Mr. Jordan）》）、傑克·瓦爾登（英语：Jack Warden）（1978年《上錯天堂投錯胎（英语：Heaven Can Wait (1978 film)）》）
    - 亨利二世—彼得·奥图尔（《1964年《雄霸天下（英语：Becket (1964 film)）》）、（1968年《冬狮》）
    - 亨利五世—劳伦斯·奥利弗（1946年《亨利五世（英语：Henry V (1944 film)）》）、肯尼斯·布萊納（1989年《亨利五世》）
    - 「失去的女兒」女主角麗妲·卡羅索—奧莉薇雅·柯爾曼、傑西·伯克利（兩人於2021年《失去的女兒》分別飾演不同年紀的同一人，並分別入圍女主角及女配角）
    - 「香箋淚」女主角萊斯里·克羅斯比—珍妮·伊格丝（英语：Jeanne Eagels）（1929年《香笺泪（英语：The Letter (1929 film)）》）、贝蒂·戴维斯（1940年《香箋淚（英语：The Letter (1940 film)）》）
    - 麥可·柯里昂—艾尔·帕西诺（1971年《教父》、1974年《教父II》）
    - 理查德·尼克松—安东尼·霍普金斯（1995年《尼克松》）、 法蘭克·蘭吉拉（2008年《請問總統先生》）
    - 「洛基」男主角洛基·巴波亞—席維斯·史特龍（1976年《洛基》、2015年《金牌拳手》）
    - 「真實的勇氣」男主角羅斯特·考波恩—约翰·韦恩*（1969年《大地驚雷》）、傑夫·布里吉（2010年《真實的勇氣》）
    - 「鐵達尼號」女主角蘿絲·狄威特·布克特—凱特·溫絲蕾、葛羅莉·史都華（兩人於1997年《鐵達尼號》分別飾演不同年紀的同一人，並分別入圍女主角及女配角）
    - 文森·梵谷—柯克·道格拉斯（1956年《梵谷传》）、威廉·達佛（2018年《梵谷：在永恆之門》）
- 被搬上螢幕最多次的君主及統治者
  - 因飾演國家君主或統治者而獲提名的次數共49次(含真實及虛構)，並獲頒11座獎項，其中又以英國歷史人物為最多（16次入圍5次獲獎），獲獎者包括：查尔斯·劳顿1932年於《英宮艷史（英语：The Private Life of Henry VIII）》飾演亨利八世、茱蒂·丹契1998年於《莎翁情史》飾演伊莉莎白一世、海伦·米伦2006年於《女王》飾演伊莉莎白二世、柯林·佛斯2010年《王者之聲：宣戰時刻》飾演喬治六世、奧莉薇雅·柯爾曼2018年於《真寵》飾演安妮女王
    - 三位英國首相角色曾經獲獎：乔治·亚理斯1929年於《英宫秘史（英语：Disraeli (1929 film)）》飾演班傑明·迪斯雷利、梅麗·史翠普2011年於《鐵娘子：堅固柔情》飾演玛格丽特·撒切尔、蓋瑞·歐德曼2017年於《最黑暗的時刻》飾演溫斯頓·邱吉爾

  - 唯一一位飾演「非英國君主」而獲獎的電影角色—尤尔·伯连纳1956年於《国王与我》飾演暹羅國王拉瑪四世
  - 11位美國總統角色曾經入圍(含真實及虛構)，但僅一位獲獎—丹尼尔·戴-刘易斯2012年於《林肯》飾演亞伯拉罕·林肯
  - 兩位教宗角色曾經入圍，皆出自於2019年《教宗的承繼》，包括喬納森·普賴斯飾演方濟各、安東尼·霍普金斯飾演本篤十六世
  - 12位君主統治者的配偶角色曾經入圍，但僅一位獲獎—凯瑟琳·赫本1968年於《冬狮》飾演英格蘭國王亨利二世的王后艾琳娜
  - 三個獨裁統治者角色曾經入圍：
    - 福里斯特·惠特克2006年於《最後的蘇格蘭王》飾演烏干達總統伊迪·阿敏
    - 查理·卓别林及杰克·奥克（英语：Jack Oakie）於1940年《大独裁者》分別飾演影射希特勒和墨索里尼的角色，並分別入圍男主角及男配角
- 獲頒最多次榮譽獎
  - 鲍勃·霍普—5次，包括2次榮譽獎、2次特殊貢獻獎、1次簡·赫爾索特人道精神獎[28]
- 身高最高的獲獎者
  - 弗洛里安·亨克尔·冯·杜能斯马克—205公分（2006年以《窃听风暴》獲頒最佳外語片）
- 身高最矮的獲獎者
  - 琳达·亨特—145公分（1983年以《危險年代》獲頒最佳女配角）
- 身高最矮的入圍者
  - 迈克尔·唐恩（英语：Michael Dunn (actor)）—117公分（1965年以《愚人船》入圍最佳男主角）

## 得獎感言紀錄
- 最長的得獎感言
  - 2025年舉行的第97屆頒獎典禮上，以《粗獷派建築師》獲頒最佳男主角的阿德里安·布罗迪感言致詞時間長達5分40秒。在此之前的紀錄是第15屆頒獎典禮上，以《忠勇之家》獲頒最佳女主角的葛麗·嘉遜發表了近6分鐘的得獎感言。[29]隔年奧斯卡頒獎典禮便將得獎人發言時間限縮至45秒，超過時間便會切斷發言
- 最短的得獎感言
  - 1963年第35屆頒獎典禮上，以《海倫凱勒（英语：The Miracle Worker (1962 film)）》獲頒最佳女配角的帕蒂·杜克在接過獎座後僅說了「謝謝」二字便離開舞台。[30]
  - 1967年第39屆頒獎典禮上，弗雷德·金尼曼代表獲頒最佳影片的《良相佐国》上台領獎時，僅點頭微笑便退場，但他幾分鐘前才因獲頒最佳導演而上台領獎並致詞

## 並列獲獎
奧斯卡史上至今有六次並列獲獎：
- 1931/32(第5屆)最佳男主角—弗雷德里克·马区（《化身博士》）和 華理士·勃利（《舐犊情深（英语：The Champ (1931 film)）》）
- 1949(第22屆)最佳紀錄短片—《生存的機會（英语：A Chance to Live）》 和 《生命誠可貴（英语：So Much for So Little）》
- 1968(第41屆)最佳女主角—凯瑟琳·赫本（《冬狮》）和 芭芭拉·史翠珊（《妙女郎（英语：Funny Girl (film)）》）
- 1986(第59屆)最佳紀錄片—《你只擁有時間（英语：Artie Shaw: Time Is All You've Got）》 和 《在美國潦倒（英语：Down and Out in America）》
- 1994(第67屆)最佳實景短片—《弗蘭茲·卡夫卡的美妙人生（英语：Franz Kafka's It's a Wonderful Life）》 和 《男孩日記（英语：Trevor (film)）》
- 2012(第85屆)最佳音效剪辑—佩爾·哈貝格（英语：Per Hallberg）、凱倫·貝克·蘭德斯（英语：Karen Baker Landers）（《007：空降危機》）和 保羅·奧托森（《00:30凌晨密令》）

## 入圍即獲獎
以下影片入圍兩項以上且皆獲獎(括號內表獲獎數)
- 1927/28(第1屆) 《铁翼雄风》 (2)
  - 最佳影片：派拉蒙影業
  - 最佳技術效果：罗伊·庞默罗伊（英语：Roy Pomeroy）
- 1934(第7屆) 《一夜风流》 (5)
  - 最佳影片：法兰克·卡普拉 和 哈里·考恩
  - 最佳导演：法兰克·卡普拉
  - 最佳男主角：克拉克·盖博
  - 最佳女主角：克劳黛·考尔白
  - 最佳改编剧本: 罗伯特·里思金（英语：Robert Riskin）
- 1940(第13屆) 《木偶奇遇记》 (2)
  - 最佳原創配樂：黎·哈林（英语：Leigh Harline）、保罗·史密斯（英语：Paul J. Smith） 和 內德·華盛頓（英语：Ned Washington）
  - 最佳歌曲：黎·哈林 和 內德·華盛頓 ("When You Wish Upon a Star")
- 1947(第20屆) 《黑水仙（英语：Black Narcissus）》 (2)
  - 最佳彩色片摄影：傑克·卡迪夫（英语：Jack Cardiff）
  - 最佳彩色片艺术指导：阿爾弗雷德·榮格（英语：Alfred Junge）
- 1958(第31屆) 《金粉世界》 (9)
  - 最佳影片：亞瑟·弗里德
  - 最佳导演：文森特·明尼利
  - 最佳改编剧本: 艾倫·傑伊·勒納（英语：Alan Jay Lerner）
  - 最佳彩色片摄影：约瑟夫·拉滕贝格（英语：Joseph Ruttenberg）
  - 最佳服裝設計：塞西爾·比頓
  - 最佳影片剪輯：阿德琳恩·法贊（英语：Adrienne Fazan）
  - 最佳歌舞片配樂：安德烈·普列文
  - 最佳歌曲：弗雷德里克·洛伊（英语：Frederick Loewe） 和 艾倫·傑伊·勒納（英语：Alan Jay Lerner） ("Gigi")
  - 最佳艺术指导：威廉·霍宁（英语：William Horning）、普雷斯頓·艾姆斯（英语：E. Preston Ames）、亨利·盖瑞斯（英语：Henry Grace） 和 F·基奧·格里森（英语：F. Keogh Gleason）
- 1966(第39屆) 《獅子與我（英语：Born Free）》 (2)
  - 最佳原創配樂：约翰·巴瑞
  - 最佳歌曲：约翰·巴瑞 和 唐・布萊克（英语：Don Black (lyricist)） ("Born Free")
- 1966(第39屆) 《霹雳神风（英语：Grand Prix (1966 film)）》 (3)
  - 最佳影片剪輯：弗雷德里奇·斯坦坎普（英语：Fredric Steinkamp） 、亨利·博曼（英语：Henry Berman）、斯圖·林德（英语：Stu Linder）和法蘭克·桑提洛(Frank Santillo)
  - 最佳聲音效果：戈登·丹尼爾（英语：Gordon Daniel）
  - 最佳音效：富蘭克林·米爾頓
- 1971(第44屆) 《沉默的守卫（英语：Sentinels of Silence）》 (2)
  - 最佳紀錄短片：羅伯特·阿姆蘭(Robert Amram) 和 曼努埃爾·阿蘭戈(Manuel Arango)
  - 最佳實景短片：羅伯特·阿姆蘭(Robert Amram) 和 曼努埃爾·阿蘭戈(Manuel Arango)
- 1974(第47屆) 《大亨小傳》 (2)
  - 最佳服裝設計：西奧妮·V·阿爾德里奇（英语：Theoni V. Aldredge）
  - 最佳改編配樂：尼爾森·瑞勒（英语：Nelson Riddle）
- 1985(第58屆) 《魔茧（英语：Cocoon (film)）》 (2)
  - 最佳男配角：唐·阿米契
  - 最佳視覺效果：肯·羅爾斯頓（英语：Ken Ralston）、羅夫·麥奎瑞（英语：Ralph McQuarrie）、斯科特·法勒（英语：Scott Farrar） 和 大衛·貝瑞（英语：David Berry (special effects artist)）
- 1987(第60屆)《末代皇帝》 (9)
  - 最佳影片：傑瑞米‧湯瑪斯（英语：Jeremy Thomas）
  - 最佳导演：貝納多·貝托魯奇
  - 最佳改编剧本：貝納多·貝托魯奇 和 馬克·派普羅（英语：Mark Peploe）
  - 最佳攝影：維托里奧·斯托拉羅
  - 最佳服裝設計：詹姆士·艾奇遜（英语：James Acheson）
  - 最佳影片剪輯：加布里埃拉·克里斯蒂亚尼（英语：Gabriella Cristiani）
  - 最佳原創配樂：大衛·伯恩、坂本龍一和蘇聰
  - 最佳艺术指导：費迪南多·史卡費歐提（英语：Ferdinando Scarfiotti）、布魯諾·塞薩里（英语：Bruno Cesari） 和 奧斯瓦爾多·德塞德里（英语：Osvaldo Desideri）
  - 最佳音效：比尔·罗维 和 伊万·沙洛克
- 1993(第66屆) 《侏罗纪公园》 (3)
  - 最佳音效剪辑：加里·里德斯特羅姆 和 理查德·海姆斯（英语：Richard Hymns）
  - 最佳音效：加里·萨默斯、加里·里德斯特罗姆、肖恩·墨菲 和 罗恩·贾金斯
  - 最佳視覺效果：斯坦·温斯顿、丹尼斯·穆伦（英语：Dennis Muren）、菲尔·蒂贝特（英语：Phil Tippett） 和 麥可·羅蘭提瑞（英语：Michael Lantieri）
- 1994(第67屆) 《艾德伍德》 (2)
  - 最佳男配角：馬丁·蘭道
  - 最佳化妝：里克·貝克、維·尼爾（英语：Ve Neill） 和 尤蘭達·托西恩（英语：Yolanda Toussieng）
- 1995(第68屆) 《风中奇缘》 (2)
  - 最佳原創音樂類或喜劇類配樂：亞倫·孟肯 和 史蒂芬·施沃茨
  - 最佳原創歌曲：亚伦·孟肯、史蒂芬·施沃茨 ("Colors of the Wind")
- 1995(第68屆) 《亂世情緣（英语：Restoration (1995 film)）》 (2)
  - 最佳服裝設計：詹姆士·艾奇遜（英语：James Acheson）
  - 最佳艺术指导：歐亨尼奧·薩內蒂（英语：Eugenio Zanetti）
- 1995(第68屆) 《刺激驚爆點》 (2)
  - 最佳男配角：凱文·史貝西
  - 最佳原創劇本：克里斯托夫·邁考利
- 1999(第72屆) 《駭客任務》 (4)
  - 最佳影片剪輯：扎克·斯坦伯格（英语：Zach Staenberg）
  - 最佳音效剪辑：丹恩·戴維斯（英语：Dane Davis）
  - 最佳音效：约翰·雷茨、格雷格·鲁德洛夫、大卫·坎贝尔和大卫·李
  - 最佳視覺效果：約翰·加埃塔（英语：John Gaeta）、簡尼克·賽爾斯（英语：Janek Sirrs）、史蒂夫·科特利（英语：Steve Courtley） 和 喬恩·圖姆（英语：Jon Thum）
- 2003(第76屆): 《魔戒：王者歸來》 (11)
  - 最佳影片：彼得·杰克逊、弗兰·威尔士 和 巴里·奥斯本（英语：Barrie M. Osborne）
  - 最佳导演：彼得·杰克逊
  - 最佳改编剧本：法蘭·華許、菲利帕·鮑恩斯 和 彼得·杰克逊
  - 最佳服裝設計：姬拉·迪克森 和 理察·泰勒（英语：Richard Taylor (filmmaker)）
  - 最佳影片剪輯：杰米·塞尔柯克（英语：Jamie Selkirk）
  - 最佳化妝：理察·泰勒（英语：Richard Taylor (filmmaker)） 和 彼得·金
  - 最佳原創配樂：霍華·蕭
  - 最佳原創歌曲：法蘭·華許、霍华德·肖 和 安妮·蓝妮克丝 ("Into the West")
  - 最佳艺术指导：葛蘭特·梅傑、丹·汉纳 和 艾倫·李
  - 最佳混音：克里斯托弗·博伊斯、迈克尔·斯曼内科、迈克尔·赫奇斯 和 哈蒙德·匹克
  - 最佳視覺效果：吉姆·萊吉、喬・萊特里（英语：Joe Letteri）、蘭戴·威廉·庫克（英语：Randall William Cook） 和 艾力克斯·馮克（英语：Alex Funke）
- 2006(第79屆) 《不願面對的真相》 (2)
  - 最佳紀錄片：戴维斯·古根海姆
  - 最佳原創歌曲：梅莉莎·埃瑟里奇 ("I Need to Wake Up")
- 2007(第80屆) 《神鬼認證：最後通牒》 (3)
  - 最佳影片剪輯：克里斯多福·勞斯
  - 最佳音效剪辑：佩爾·哈貝格（英语：Per Hallberg）、凱倫·貝克·蘭德斯（英语：Karen Baker Landers）
  - 最佳混音：史考特·米兰、大卫·帕克 和 柯克·弗朗西斯（英语：Kirk Francis）
- 2011(第84屆): 《鐵娘子：堅固柔情》 (2)
  - 最佳女主角：梅莉·史翠普
  - 最佳化妝：馬克·高利亞（英语：Mark Coulier） 和 J.羅伊·海蘭德（英语：J. Roy Helland）
- 2013(第86屆) 《冰雪奇緣》 (2)
  - 最佳動畫片：克里斯·巴克、珍妮佛·李 和 彼得·德維寇
  - 最佳原創歌曲：克里斯汀·安德生-洛佩兹 和 罗伯特·洛佩兹("放開手")
- 2013(第86屆) 《大亨小傳》 (2)
  - 最佳服裝設計：凯瑟琳·马丁
  - 最佳藝術指導：凯瑟琳·马丁 和 贝弗利·邓恩（英语：Beverley Dunn (set decorator)）
- 2017(第90屆) 《可可夜總會》 (2)
  - 最佳動畫片：李·安克里奇 和 達拉·K·安德森（英语：Darla K. Anderson）
  - 最佳原創歌曲：克莉絲汀·安德森-羅培茲 和 罗伯特·洛佩兹 ("請記住我")
- 2021(第94屆): 《健听女孩》 (3)
  - 最佳影片：菲利普·罗塞莱（英语：Philippe Rousselet）、法布里斯·詹费米（Fabrice Gianfermi）和 帕特里克·沃克斯伯格（Patrick Wachsberger）
  - 最佳男配角：特洛伊·科特苏尔
  - 最佳改编剧本：夏安·海德
- 2021(第94屆): 《神聖電視台》 (2)
  - 最佳女主角：潔西卡·雀絲坦
  - 最佳最佳妝髮：琳達・唐特斯（英语：Linda Dowds）、史蒂芬妮·英格拉姆（英语：Stephanie Ingram） 和 賈斯汀·瑞利（英语：Justin Raleigh）

## 外部連結
- 美國電影藝術與科學學會官方網站（页面存档备份，存于）（英文）
- 奧斯卡官方Youtube頻道 （页面存档备份，存于）（由电影艺术与科学学院管理）